# Glăjărie, Mureș
Glăjărie este un sat în comuna Gurghiu din județul Mureș, Transilvania, România.

## Istoric
Numele satului provine de la glajă, care în ardelenește înseamnă sticlă, glăjărie fiind astfel locul unde se face glaja.
Satul Glăjărie aparținător comunei Gurghiu este cunoscut pentru fabrica de sticlă  ce a funcționat aici în vremea baronului Bornemissza. Înainte ca fabrica să ajungă la Glăjărie ea a funcționat în satul Larga de Sus. În secolul al XVIII-lea, pe aceste locuri se afla o pădure nesfârșită de fag. Doar două trei poiene, pe de o parte și pe alta a văii, făceau loc soarelui să străpungă această întunecime sălbatică.
În aceste poiene, fugiți de lume, se adăpostiseră de mult doi ciobani, cu nume luate din pădure. Lupu, pe o parte a văii, unde astăzi este așezat un sătuc, numit ca și pârâiașul ce-l străbate, Larga, și Ursu, pe cealaltă parte, ce se înfundă între Coasta Teleki și Curmătura Runcului. Acești ciobani erau tulburați de oamenii din lume doar de două ori pe an: toamna când venea alaiul domnesc la vânătoare și primăvara când veneau doi-trei călugări să le sfințească stâna. 

### Istoria fabricii de sticlă
Domnii de la Gurghiu invitau în aceste locuri unice, vânători vestiți, de la curtea împăratului de la Viena, unul din aceștia foarte priceput în fabricarea sticlei. 
Coborând odată Dealul Crungii, printr-o râpă săpată de acel pârâiaș cristalin, a descoperit un răzor de nisip, care, spunea el, era perfect pentru topirea sticlei. Acest cunoscător l-a determinat pe prietenul său Bornemissza János (mort în 1742), care avea în administrație aceste locuri, să pună în valoare această resursă, deoarece în jur exista o cantitate imensă de lemn, din care se putea obține ușor energia termică de care era nevoie în proces de fabricare a sticlei. 
Ideea a prins la János cel tânăr, feciorul baronului, și acolo, la marginea poienii, după ce Lupu și-a mutat stâna în altă poiană, a construit, mai mult din lemn, o șură mare și un cuptor special în care nisipul avea să fie topit în sticlă. La început, pentru lucrările de săpat nisipul, de doborât și transportat lemnul, au venit oameni din satele apropiate, dar pentru construcția cuptorului și a morii de măcinat nisip, au fost aduși meșteri de departe, din Boemia, Italia și Austria, meșteri care au rămas apoi la fabricarea sticlei. Au început să vină la aceste lucrări și oameni din alte părți, de la Odorhei și Gheorgheni, deoarece lucrările forestiere și de transport, de aici, nu erau prea grele și erau destul de bine plătite
Fabricarea sticlei în Larga din Sus cunoaște o anumită dezvoltare în jurul anului 1770. Exploatarea pădurii extinzându-se, căile de acces s-au lărgit pe șesul de sub Ghergheleu, unde au început să se așeze, în căsuțe de lemn, cei veniți la lucru. În anul 1778, considerându-se că satul Glăjărie este mai bun, șura și cuptorul din Larga din Sus au fost mutate cam pe locul unde acum se află căminul cultural din Glăjărie. În jurul acestor construcții a început să se lărgească satul cu denumirea derivată de la germanul „Gläser“ - adică pahare de sticlă. Maghiarii au numit-o direct „Görgényüvegcsür“, adică șura de sticlă a Gurghiului. La puțin timp după această strămutare, făbricuța a ars, fiind reconstituită, în apropiere, pe locul unde acum se află părculețul din fața școlii. Clădirea mare din lemn de tip șură era împrejmuită cu un gard solid. În interiorul edificiului se aflau cinci cuptoare cât și o magazie pentru strângerea cenușei de lemn și una pentru depozitarea uneltelor. Se pare că primii nouă meșteri sticlari veniți aici împreună cu familiile lor în anul 1778 au fost Blosko Franci, Bolian Hanzi, Fraindonfer Hans, Fraindonfer Iacob, Kellner Josef, Kuftner Franz, Sthanfel Josef, Staff Franci și Volf Franz. 
Astfel localitatea s-a dezvoltat repede în jurul fabricii, pe lângă meseriași așezându-se aici lucrătorii cu lemnul și cei care se ocupau în continuare cu păstoritul și ciobănitul, asigurând produse alimentare și pentru colonia fabricii. În anul 1789, au mai venit în această colonie meșteri sticlari din Bistrița și Baia Mare, apoi în anul 1835 au mai venit câțiva din Pădurea Neagră. Acești meșteri au creat aici produse de sticlă valorificate în întreaga Transilvanie și chiar peste hotarele acesteia. Producția s-a diversificat la sticlă de geam, recipiente pentru lichide, pahare și obiecte ornamentale, din care câteva exemplare s-au păstrat până în zilele noastre. Stilul ploștilor și al canceelor fabricate aici are o tentă rustică ce le individualizează, iar paharele au formă de clopoțel prelungit într-un picior cu talpă. Majoritatea paharelor erau colorate iar unele chiar gravate. Meșterii care au venit de la Pădurea Neagră, din Bihor, au adus cu ei stilul colorării în albastru cobalt. În prima parte a secolului al XIX-lea, se stabilesc aici tot mai multe familii venite la muncă.

#### Un incendiu suspect
Sistemul de administrare a fabricii de sticlă era cel al arendării pe 6 ani, valoarea amenajărilor făcute de arendași adăugându-se valorii inițiale astfel încât aceasta creștea treptat. Acest lucru a făcut ca în măsura creșterii valorii de arendare să scadă interesul afacerii. În anul 1870, un nou incendiu a distrus fabrica aproape în totalitate, încât activitatea nu a mai continuat decât sporadic. Anul coincide cu anul predării de către baronul Bornemissza Leopold a întregului domeniu în administrarea statului și cum statul nu se grăbea să-l despăgubească pentru investițiile făcute, s-a vorbit chiar despre posibilitatea ca acel incendiu să fi fost provocat. Cert este faptul că acel baron i-a ajutat pe meșterii care nu mai doreau să rămână, să se mute la fabricile de la Mediaș și Pădurea Neagră. În anul 1890, se renunță definitiv la această activitate, meșterii rămași reprofilându-se în cioplitori de piatră și lemn, ocupații care durează și astăzi. Astăzi există încă la Glăjărie obiecte din sticlă confecționate la fabrica din localitate.
informații obținute de la Ilie Frandăș

## Imagini

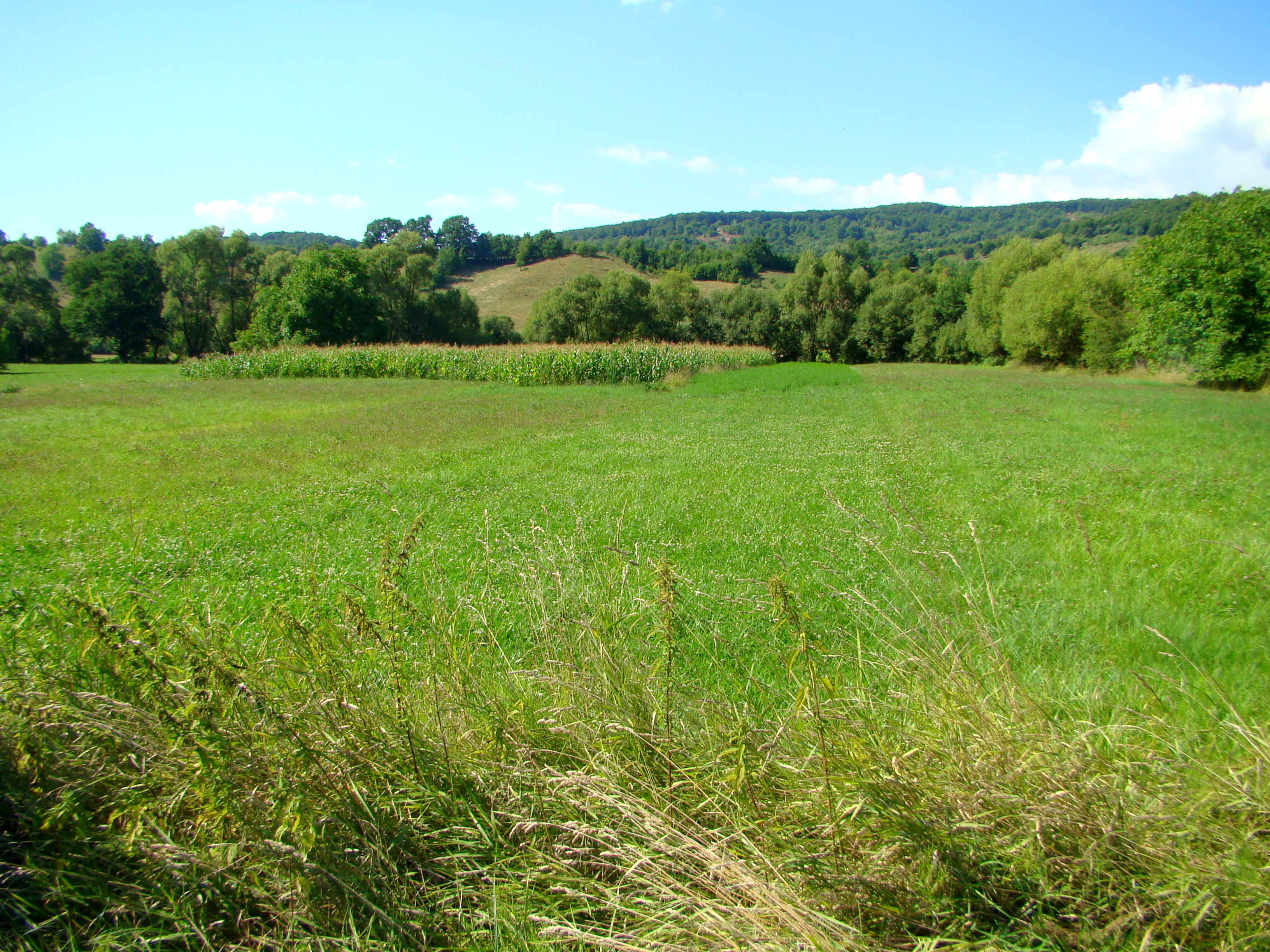
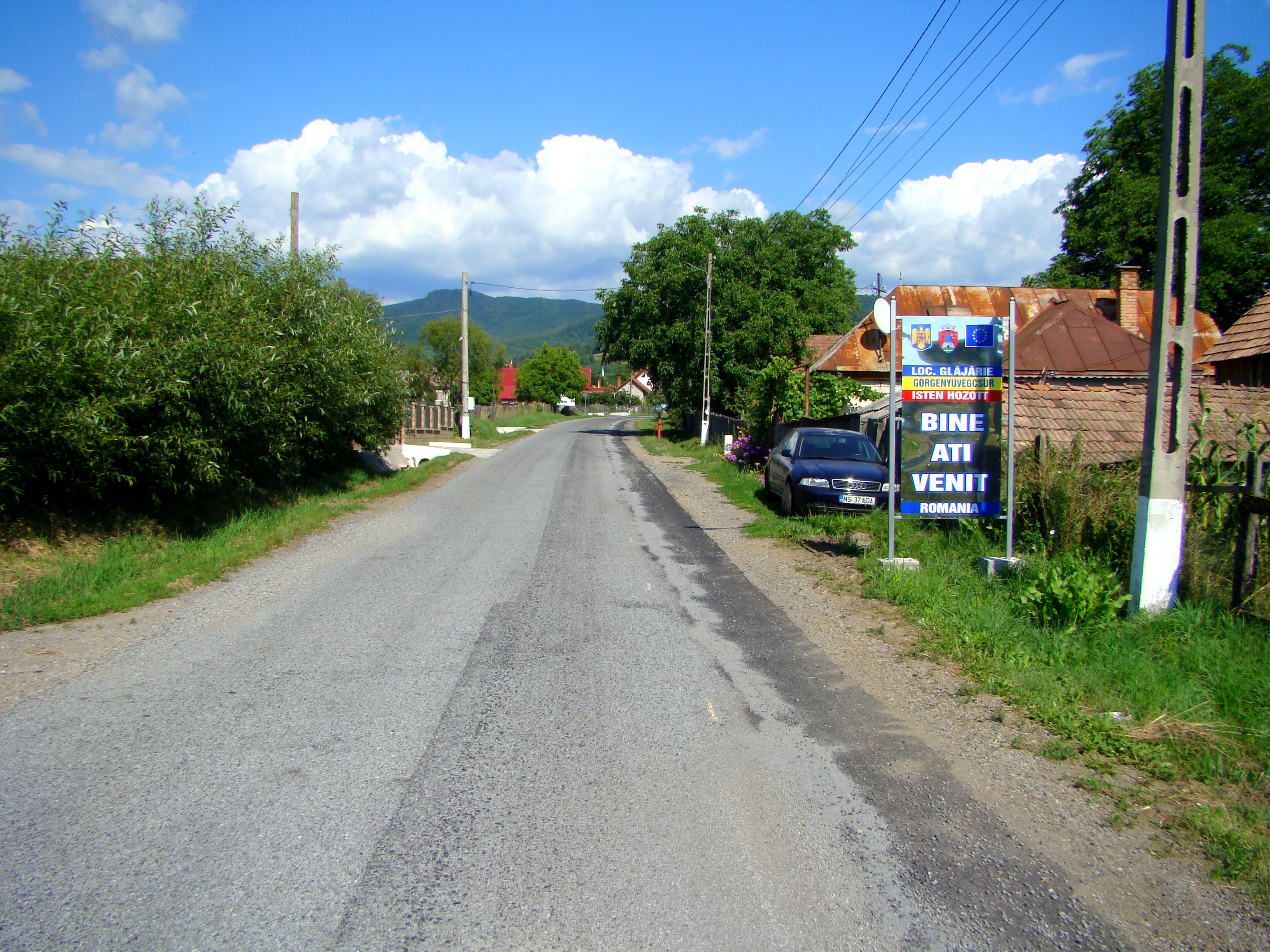
Intrarea în localitate dinspre Reghin
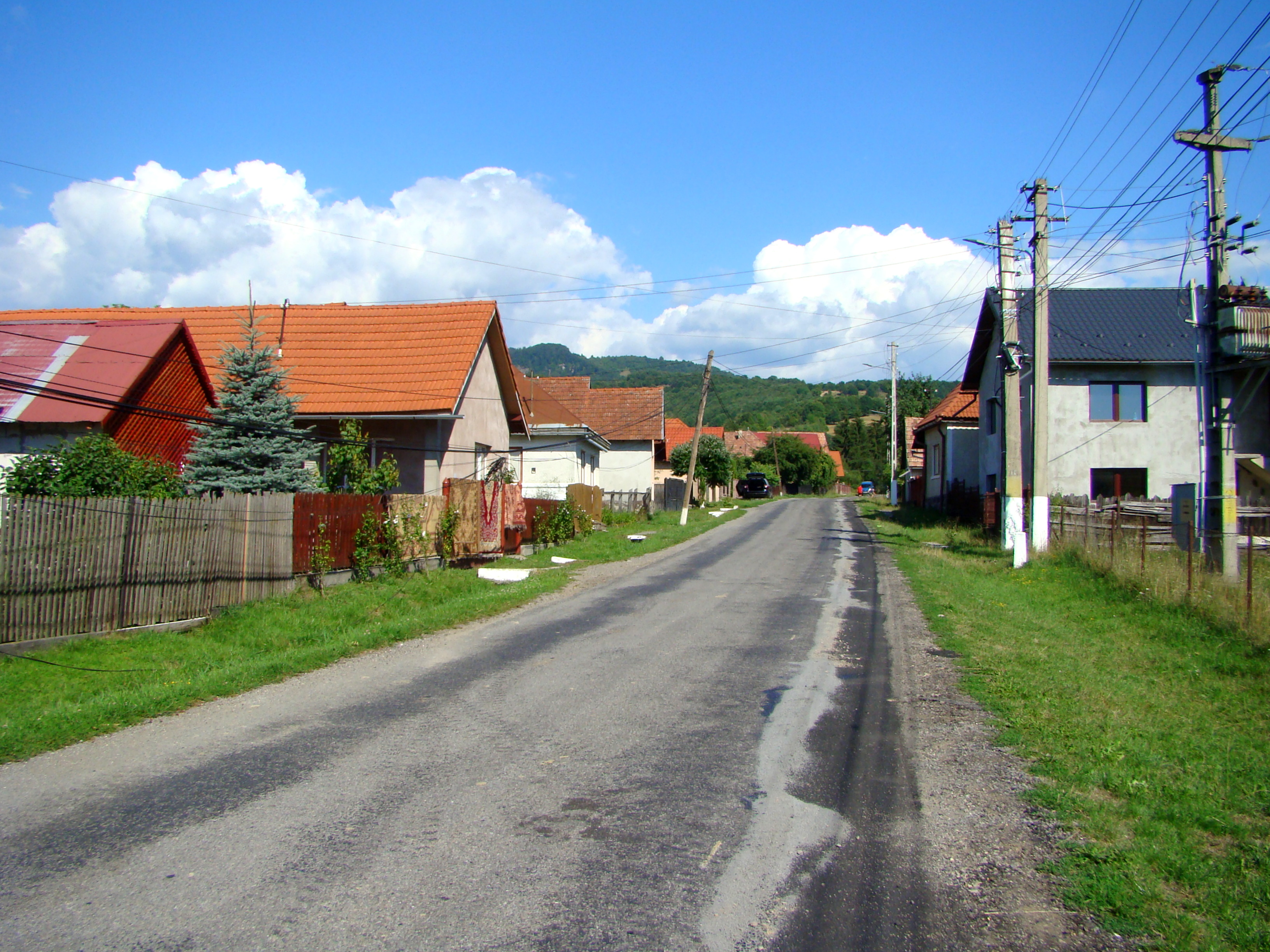
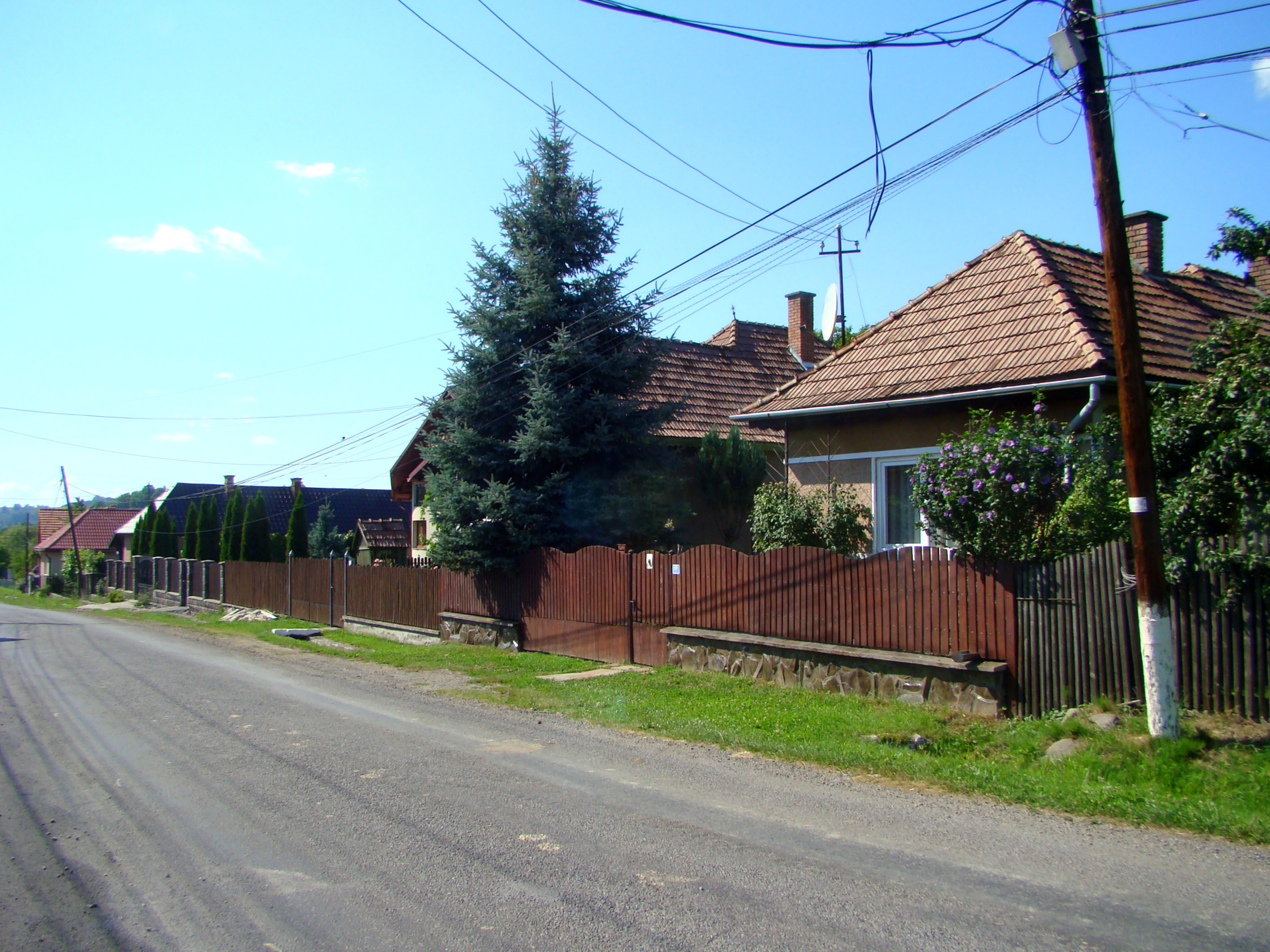
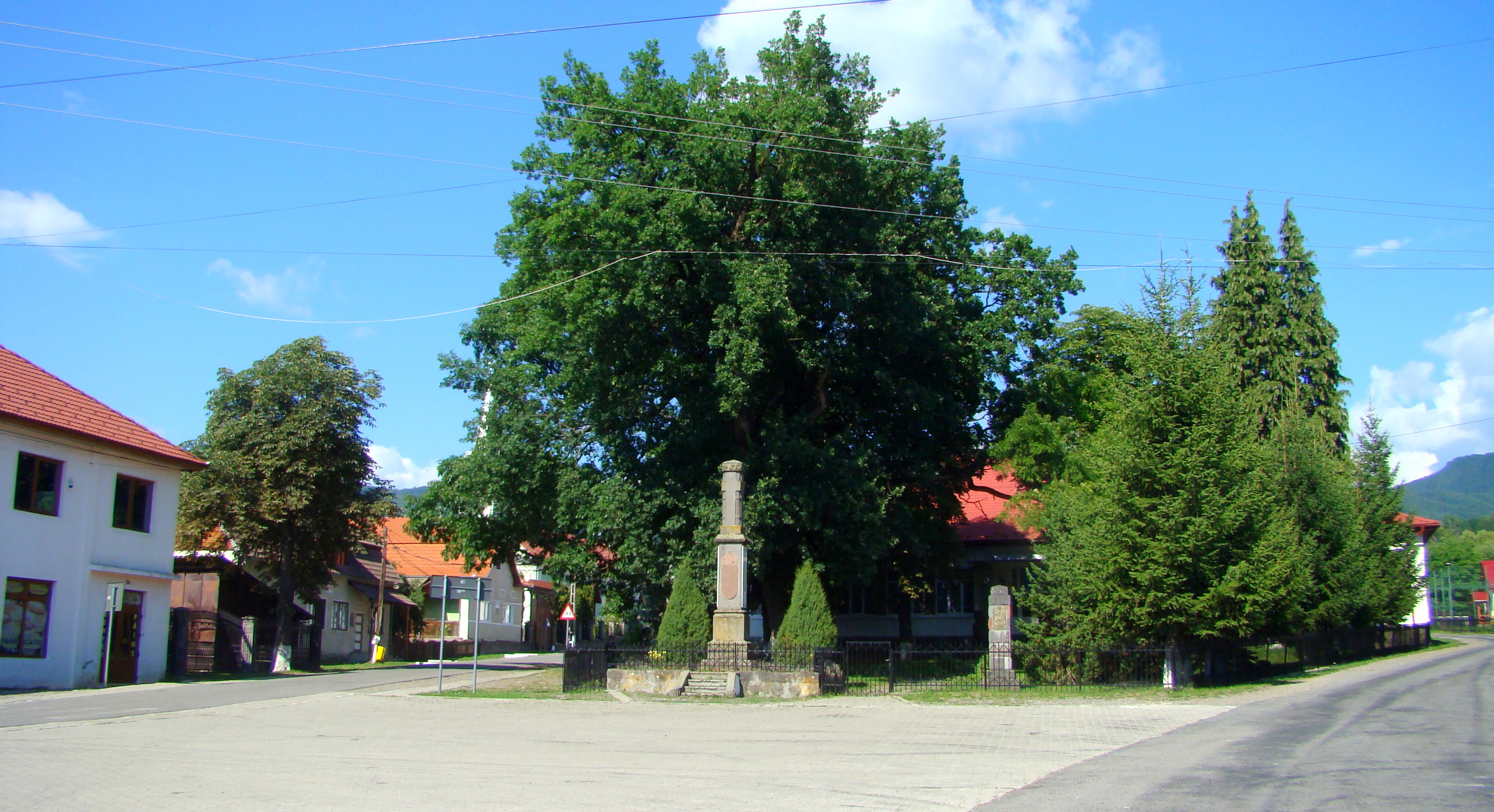
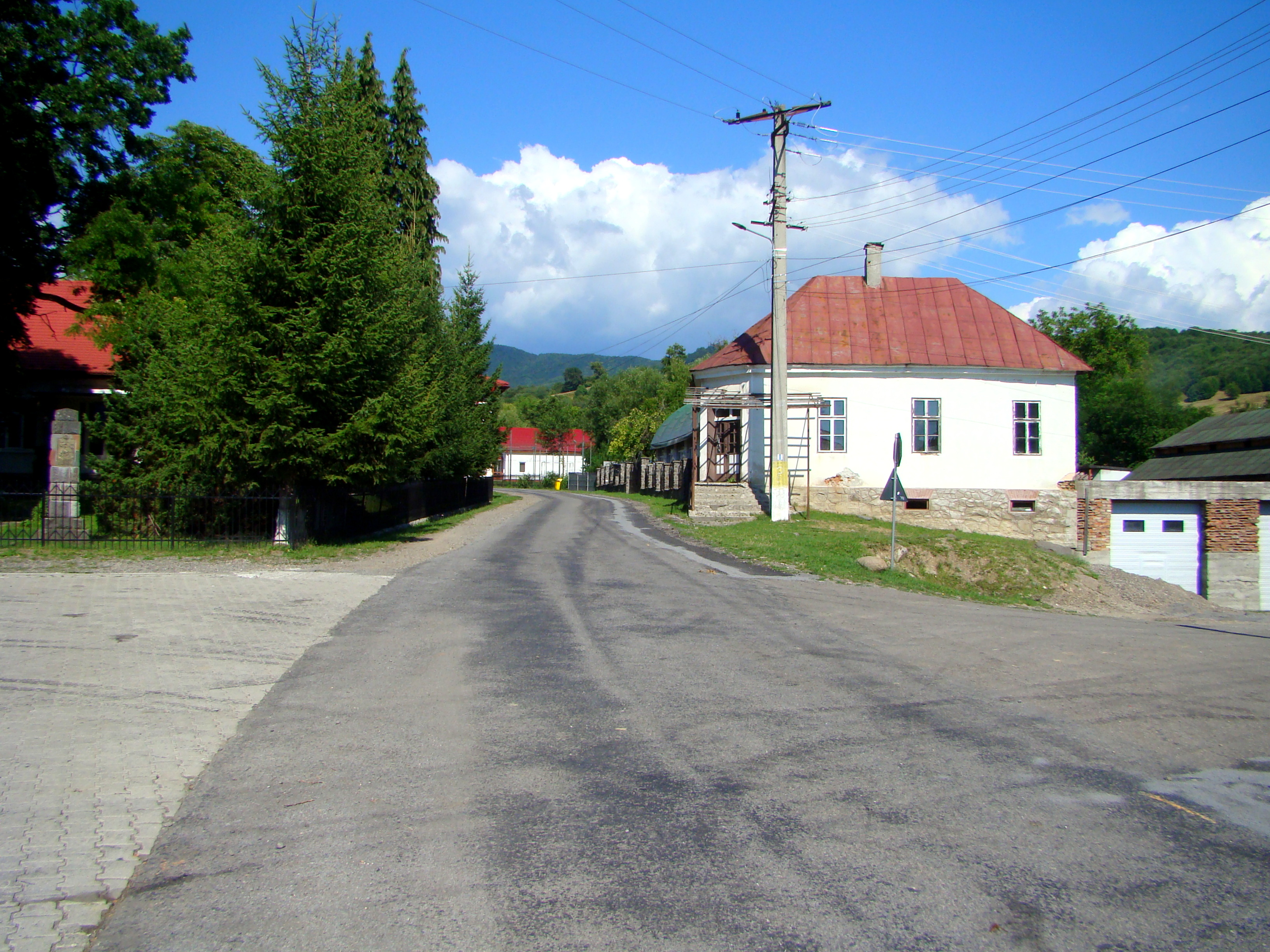
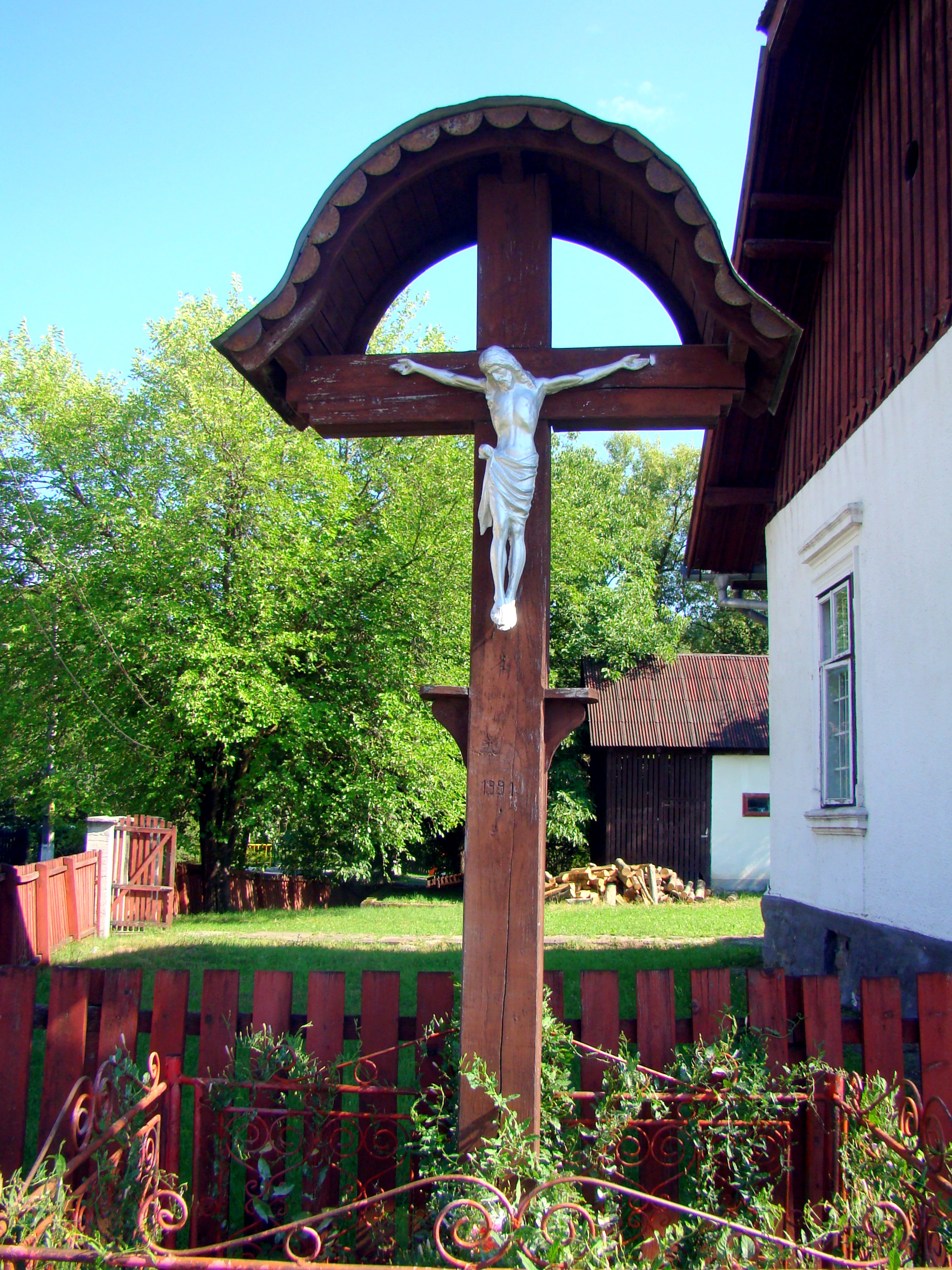
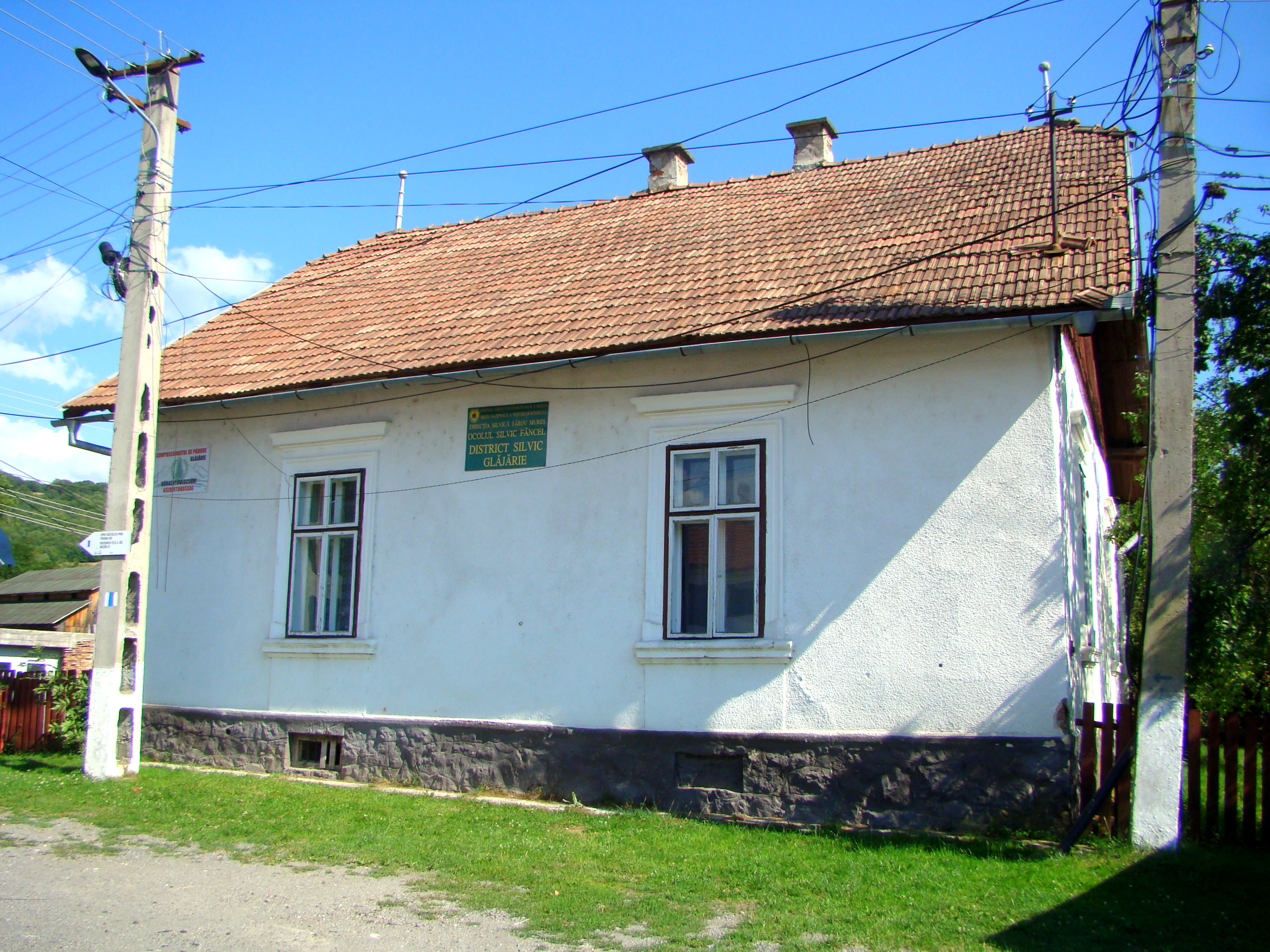
Districtul silvic
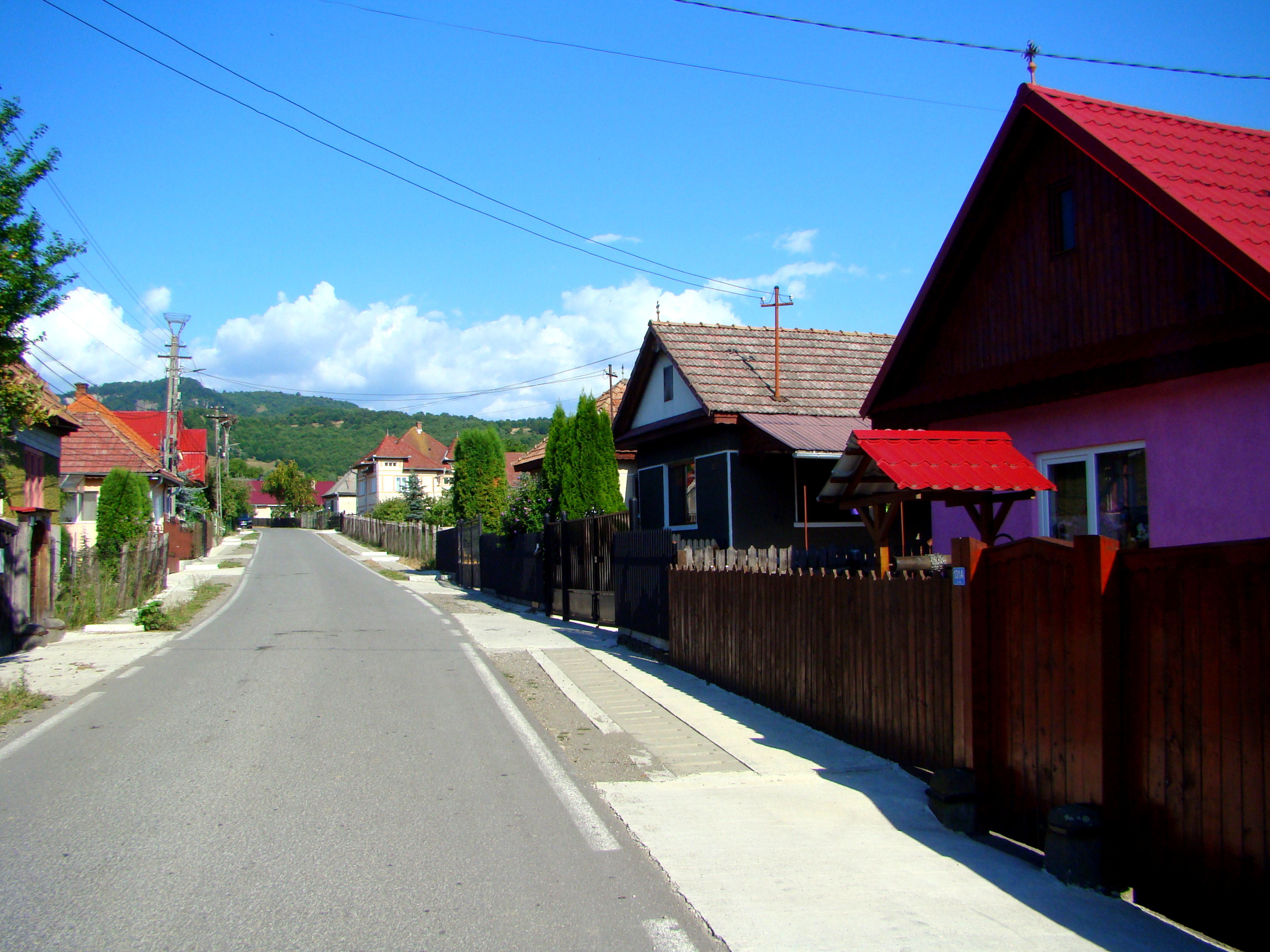
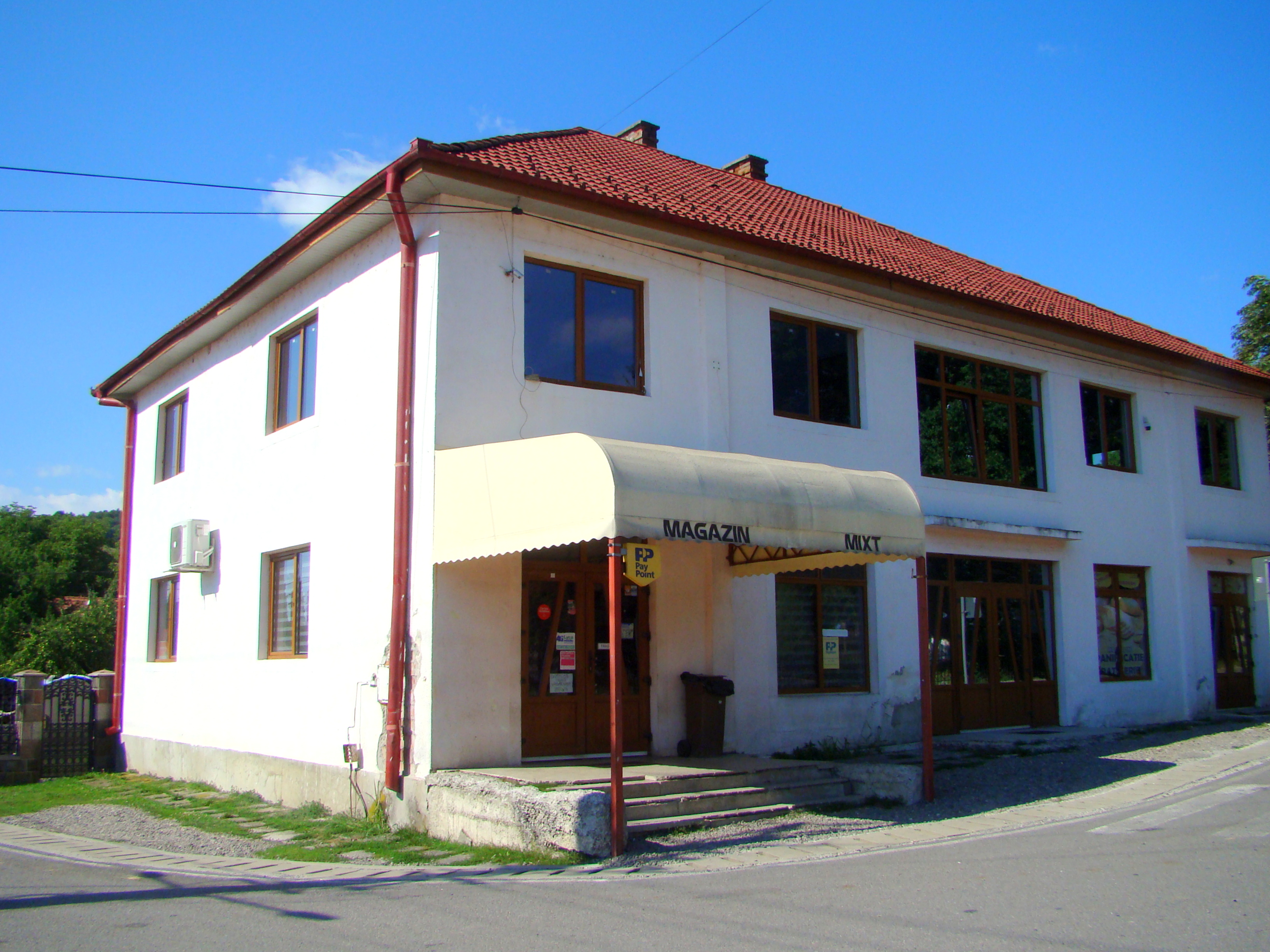
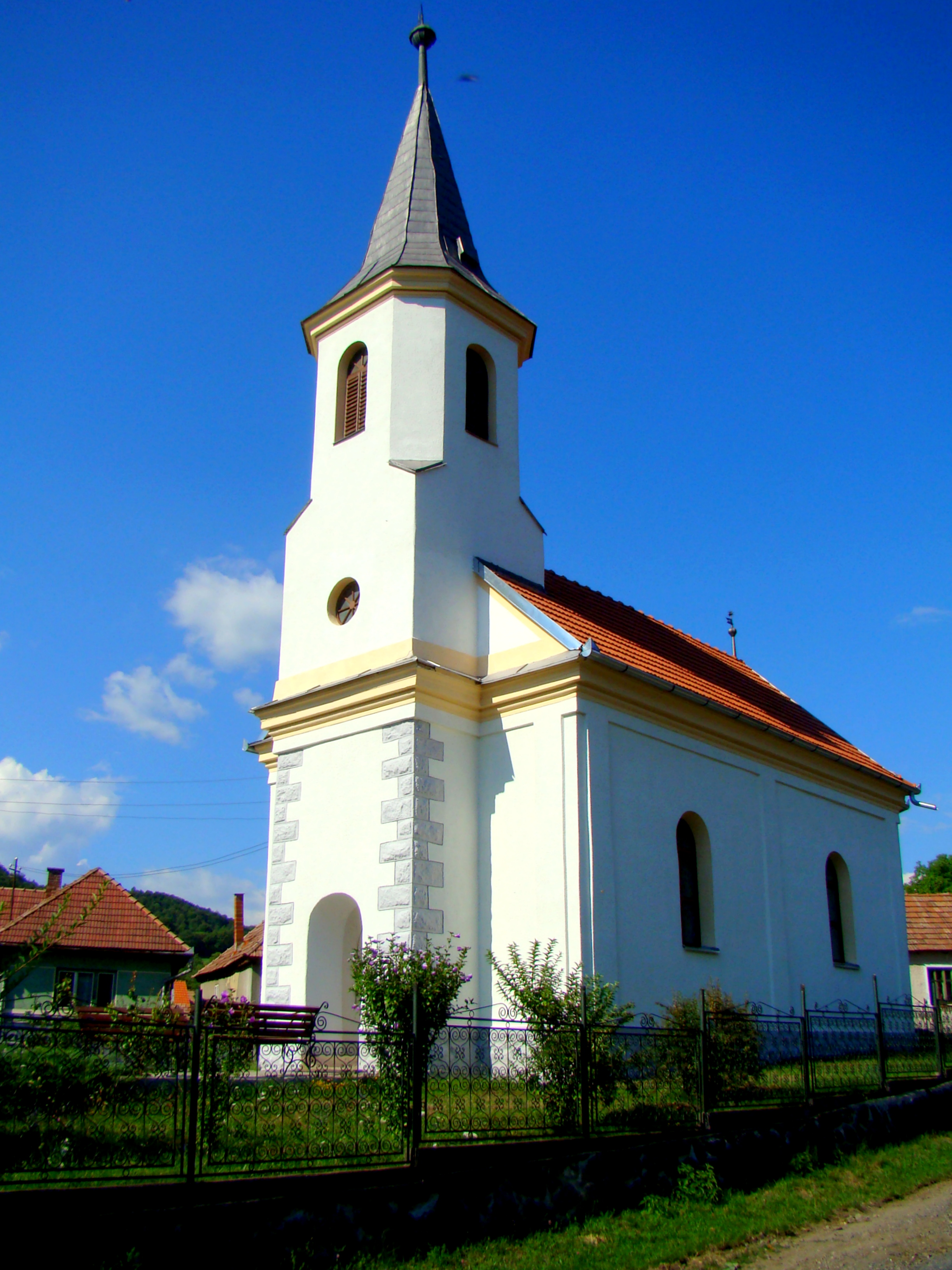
Biserica reformată
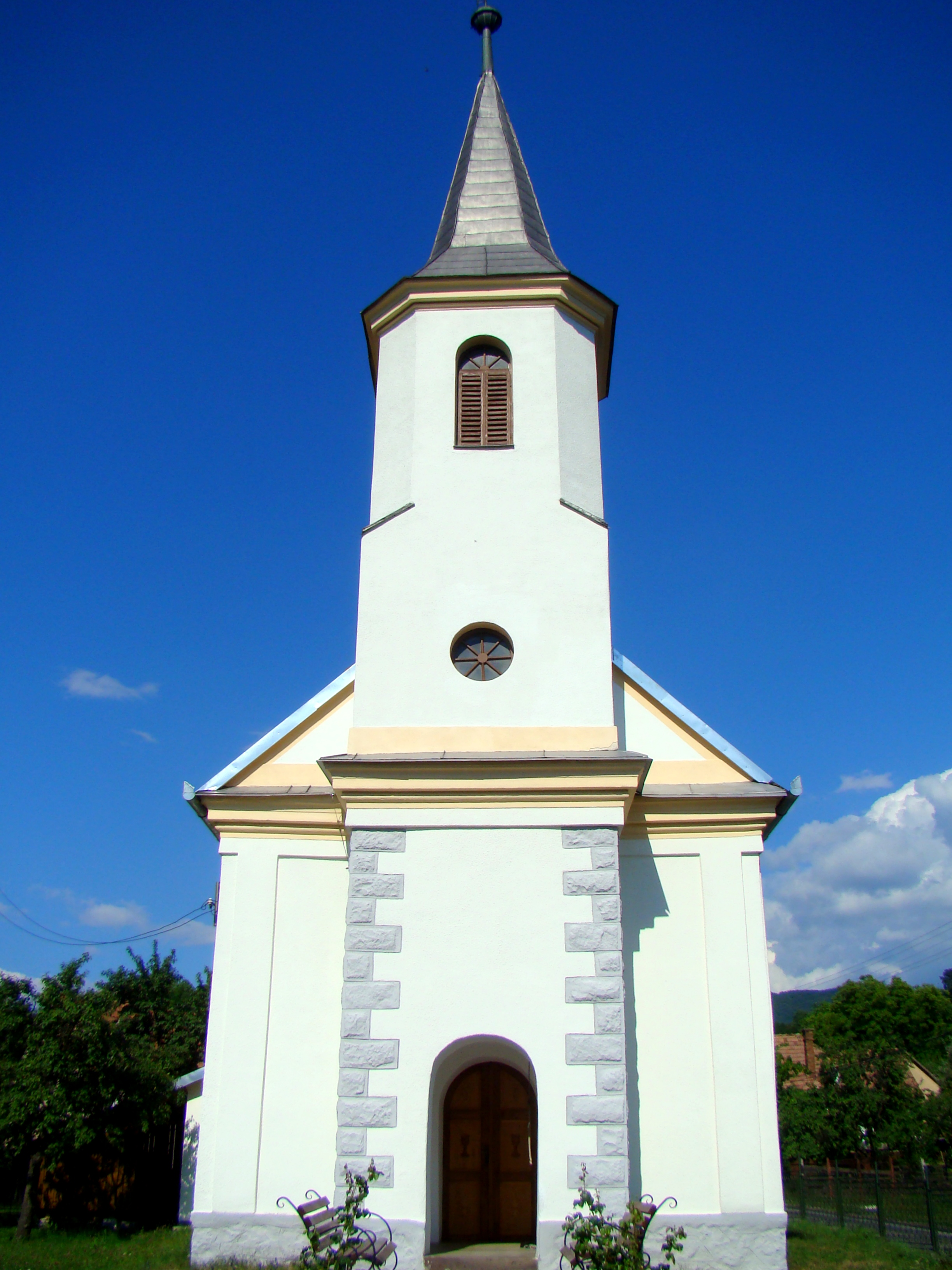
Biserica reformată
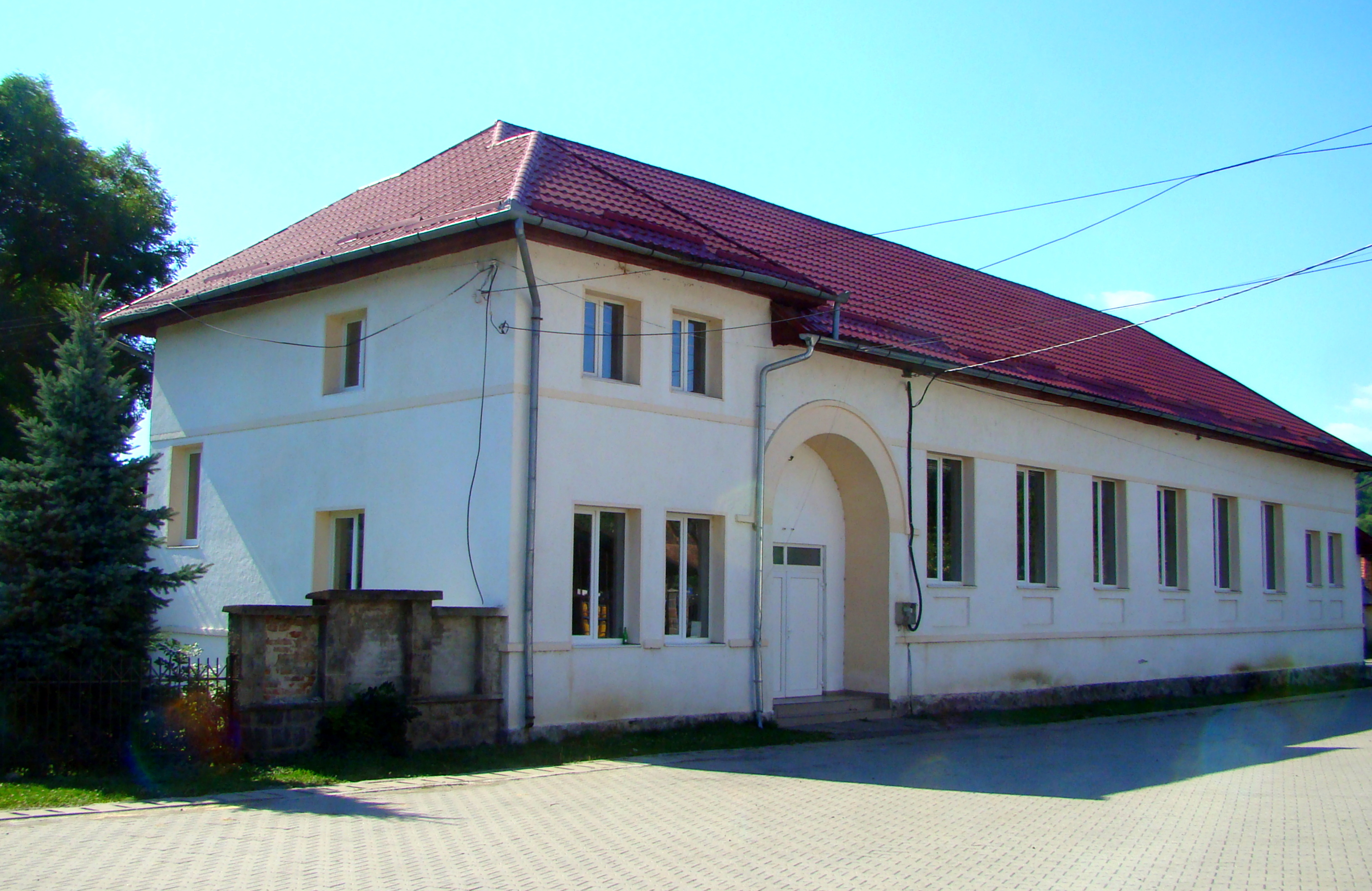
Căminul cultural
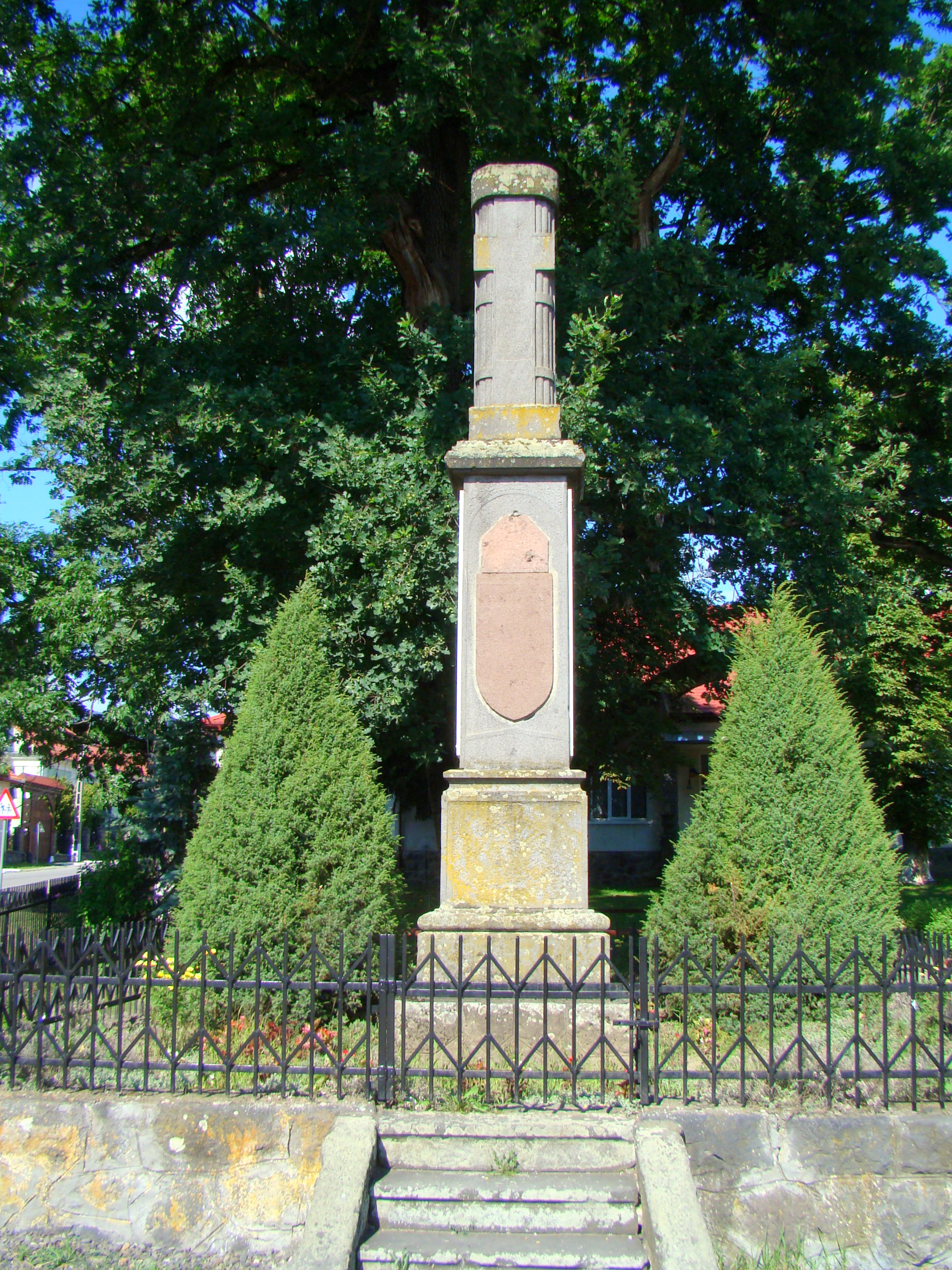
Monumentul eroilor
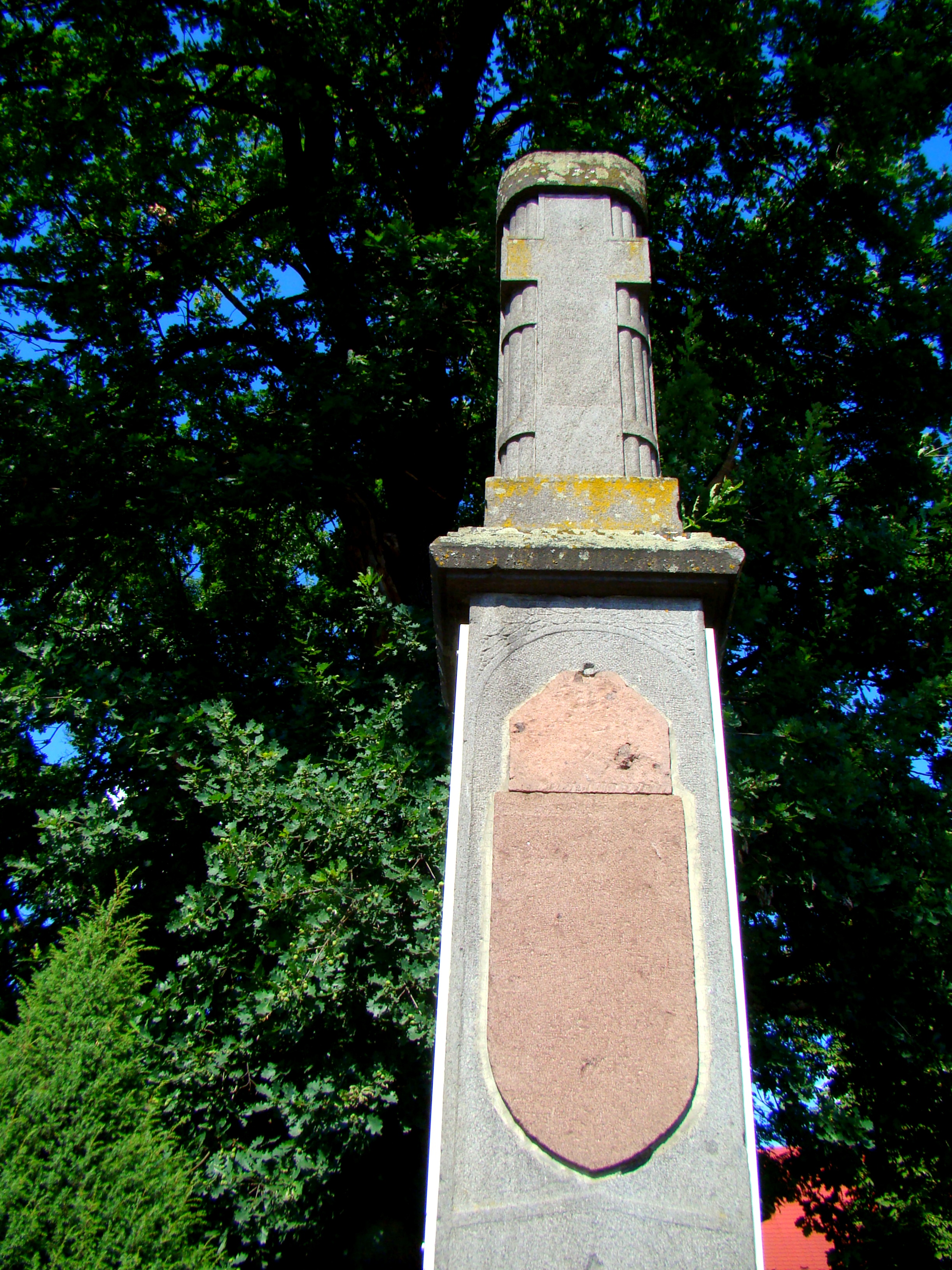
Monumentul eroilor (detaliu)
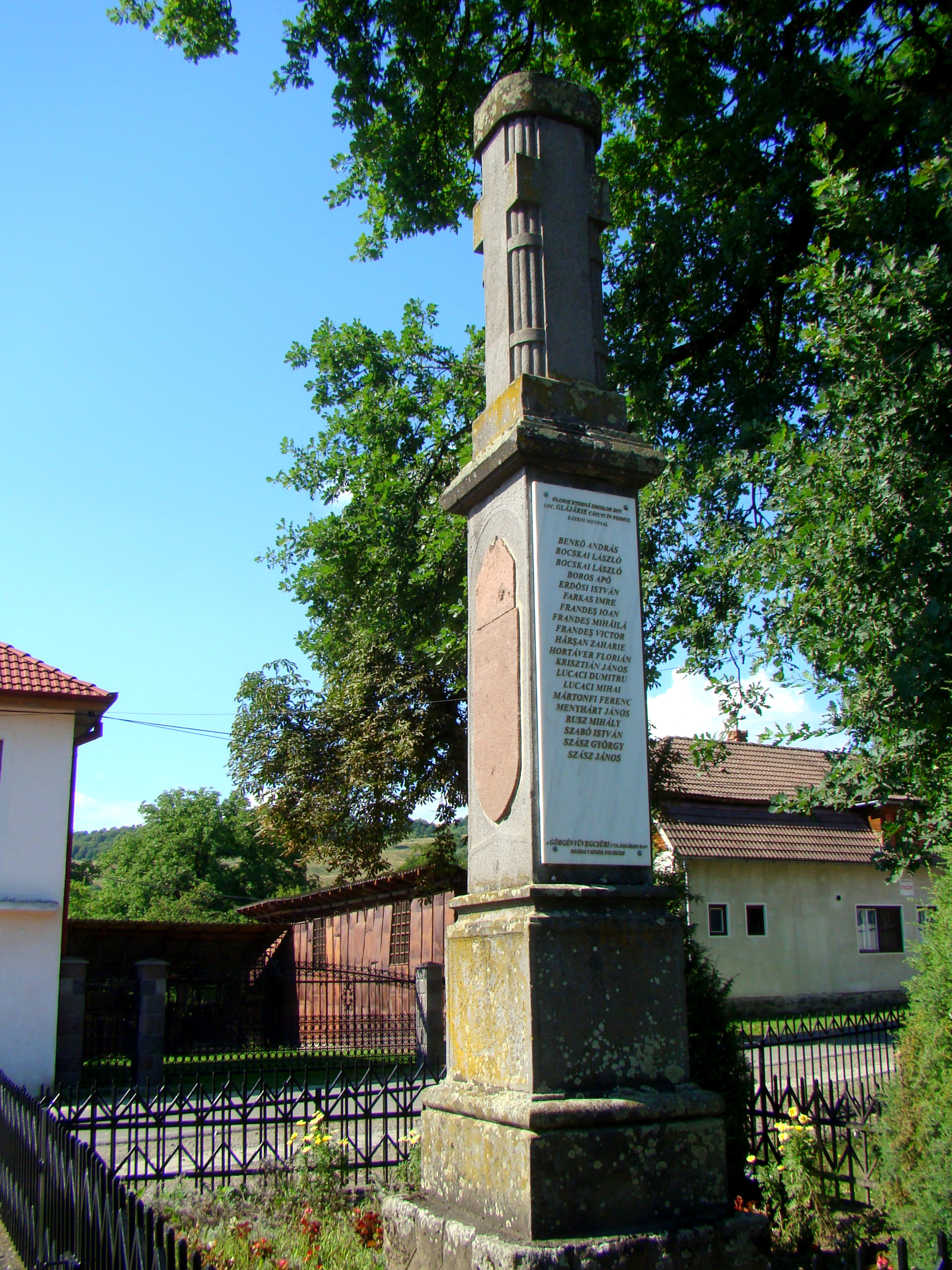
Monumentul eroilor
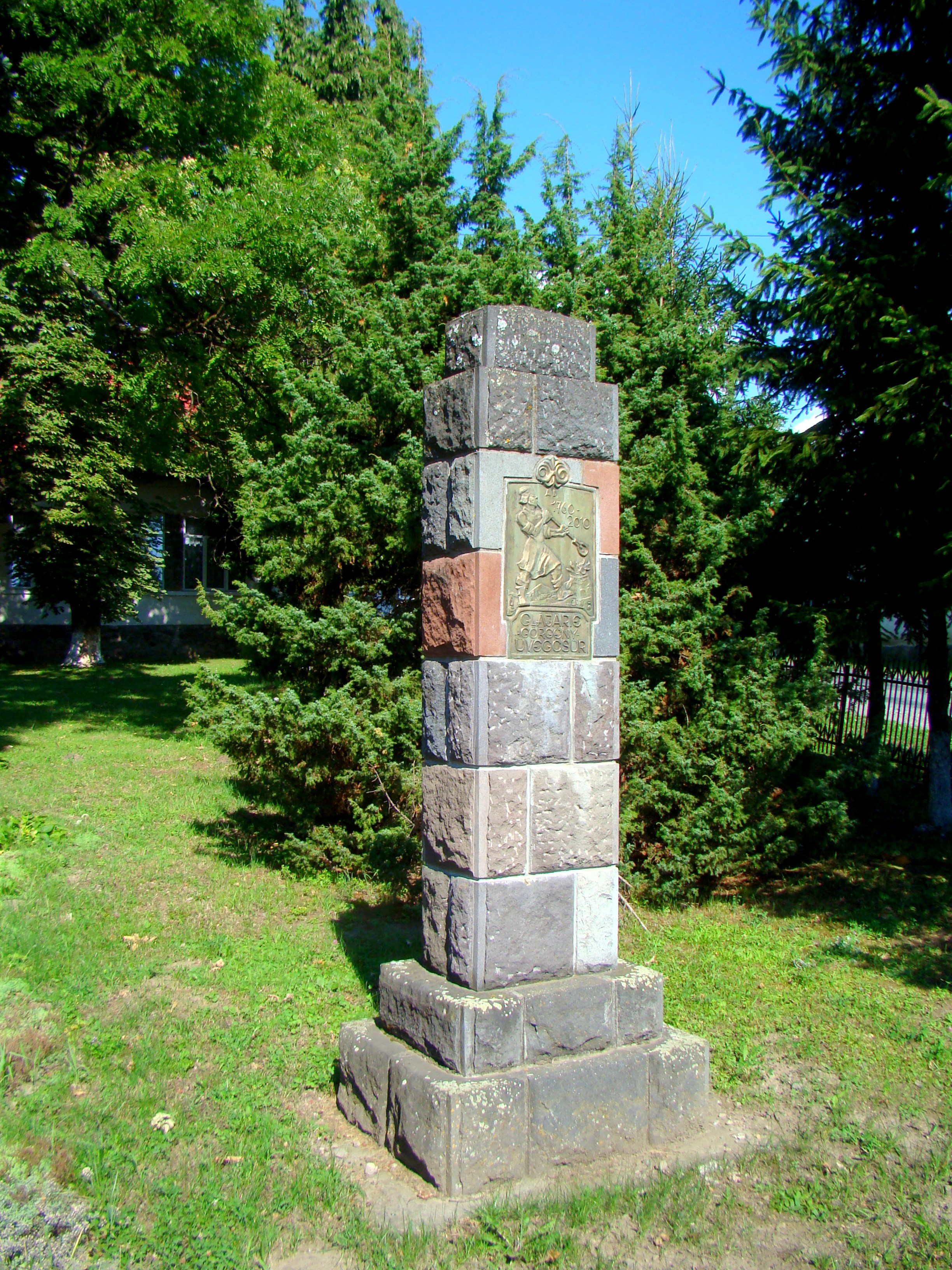
Monumentul care marchează 250 de ani de la atestarea localității
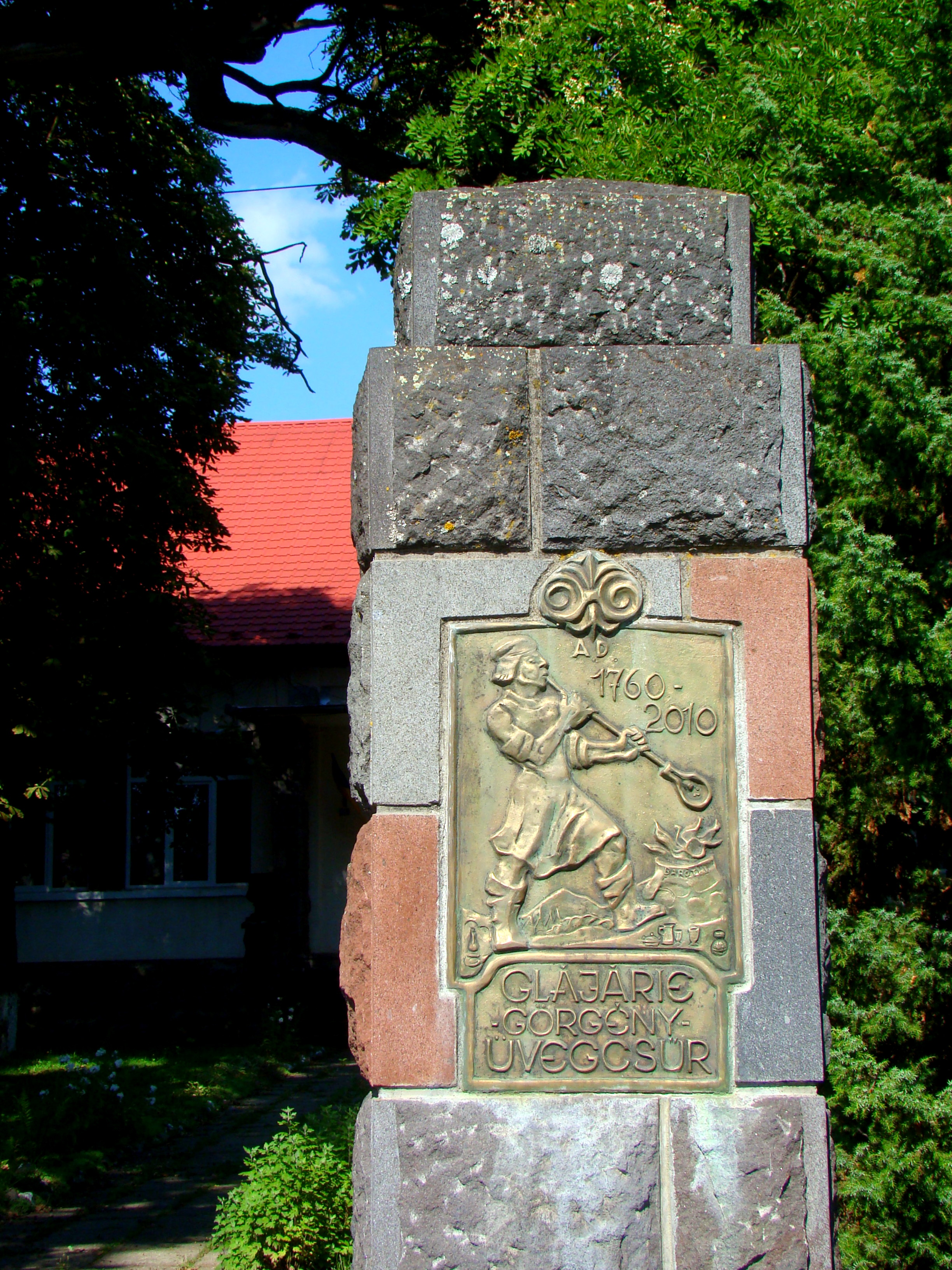
Monumentul care marchează 250 de ani de la atestarea localității
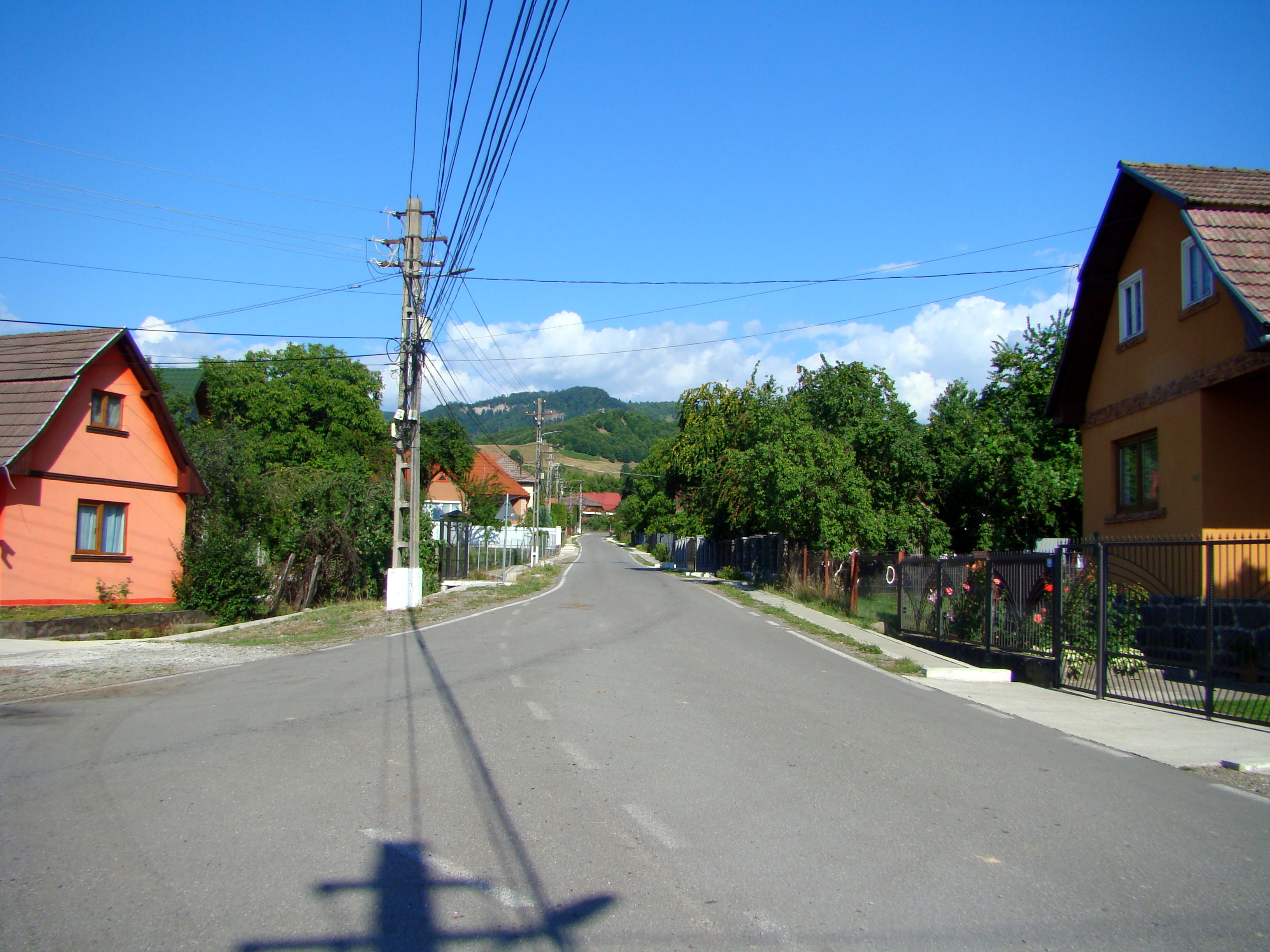
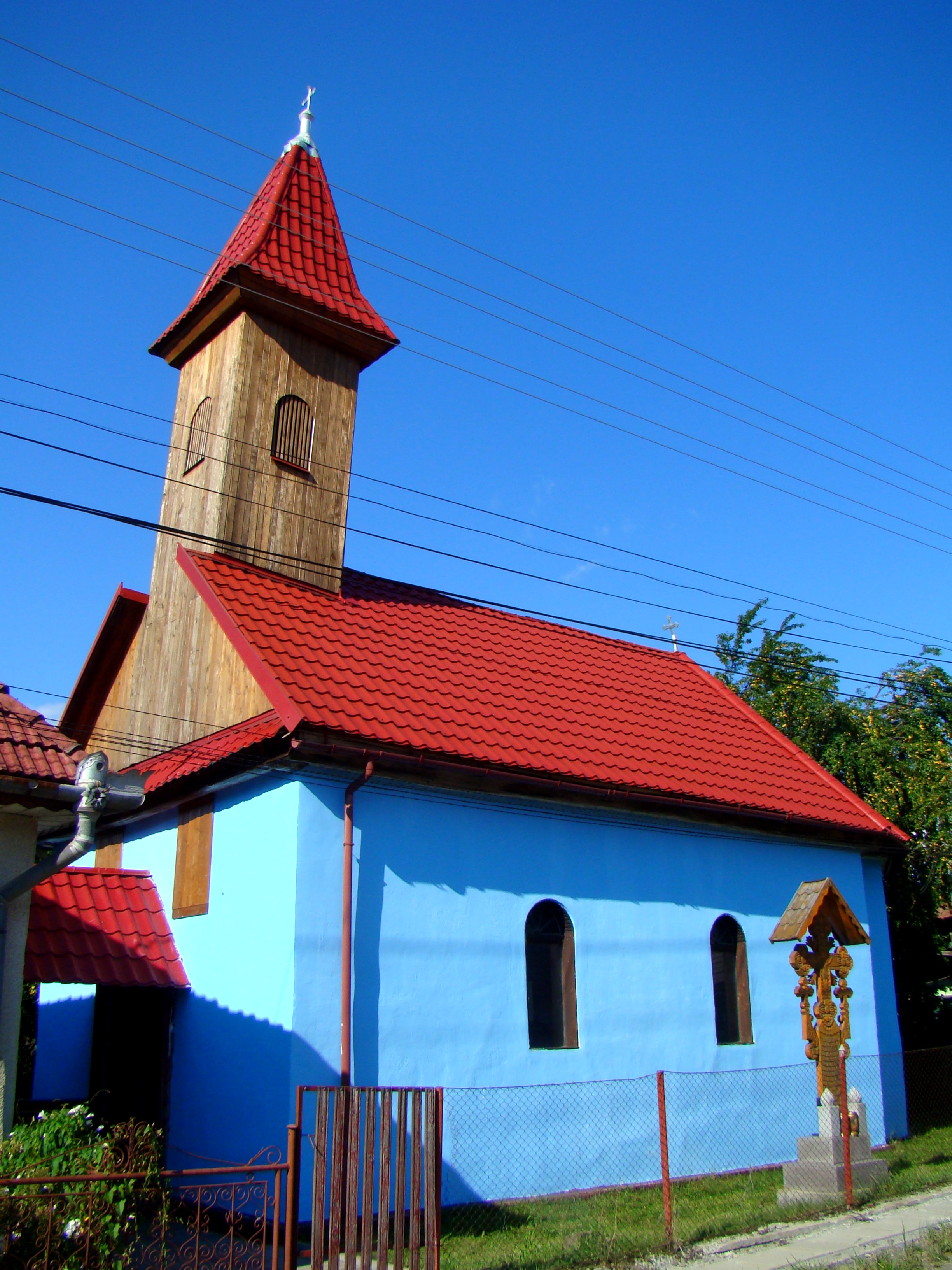
Capela ortodoxă
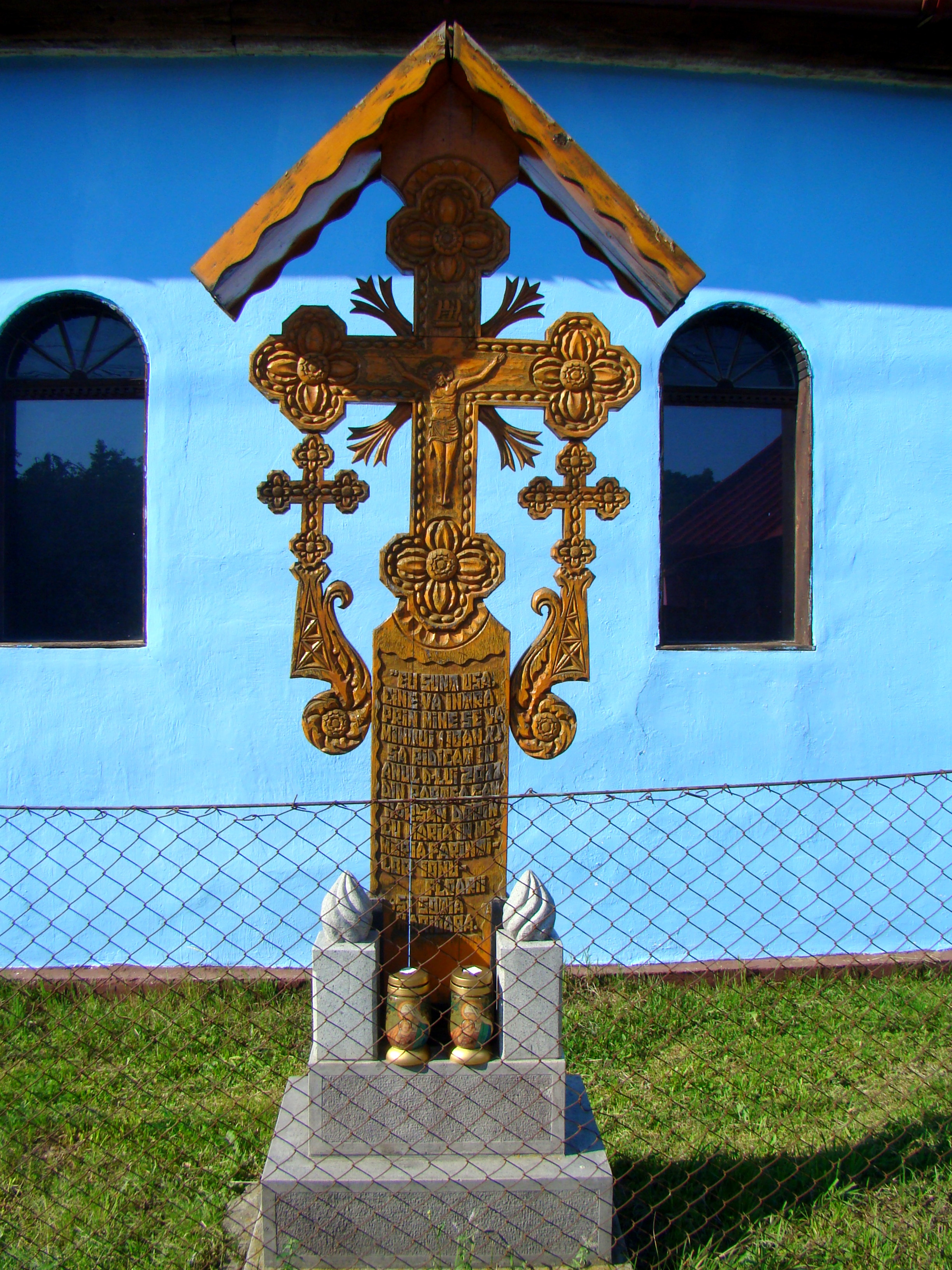
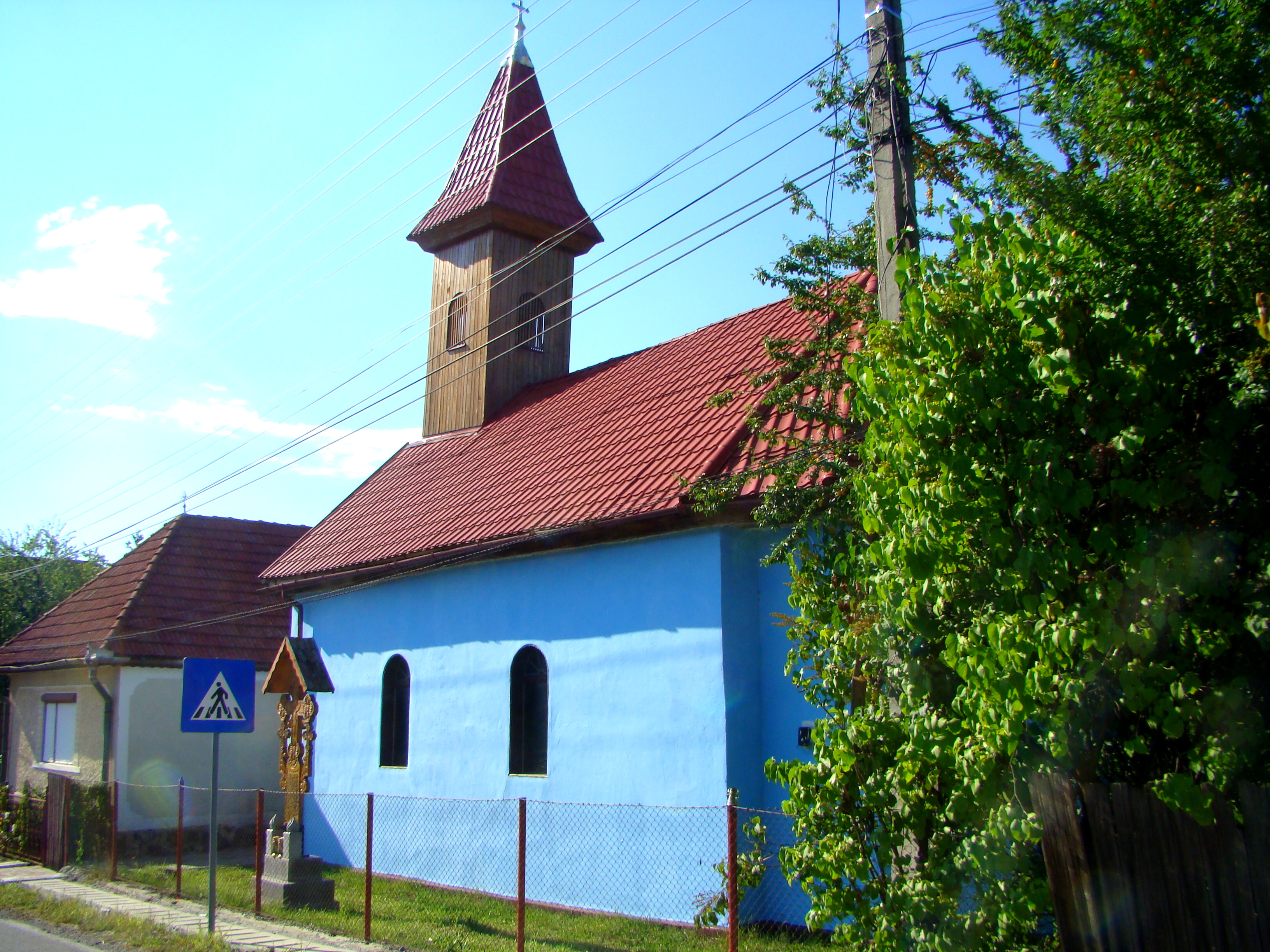
Capela ortodoxă
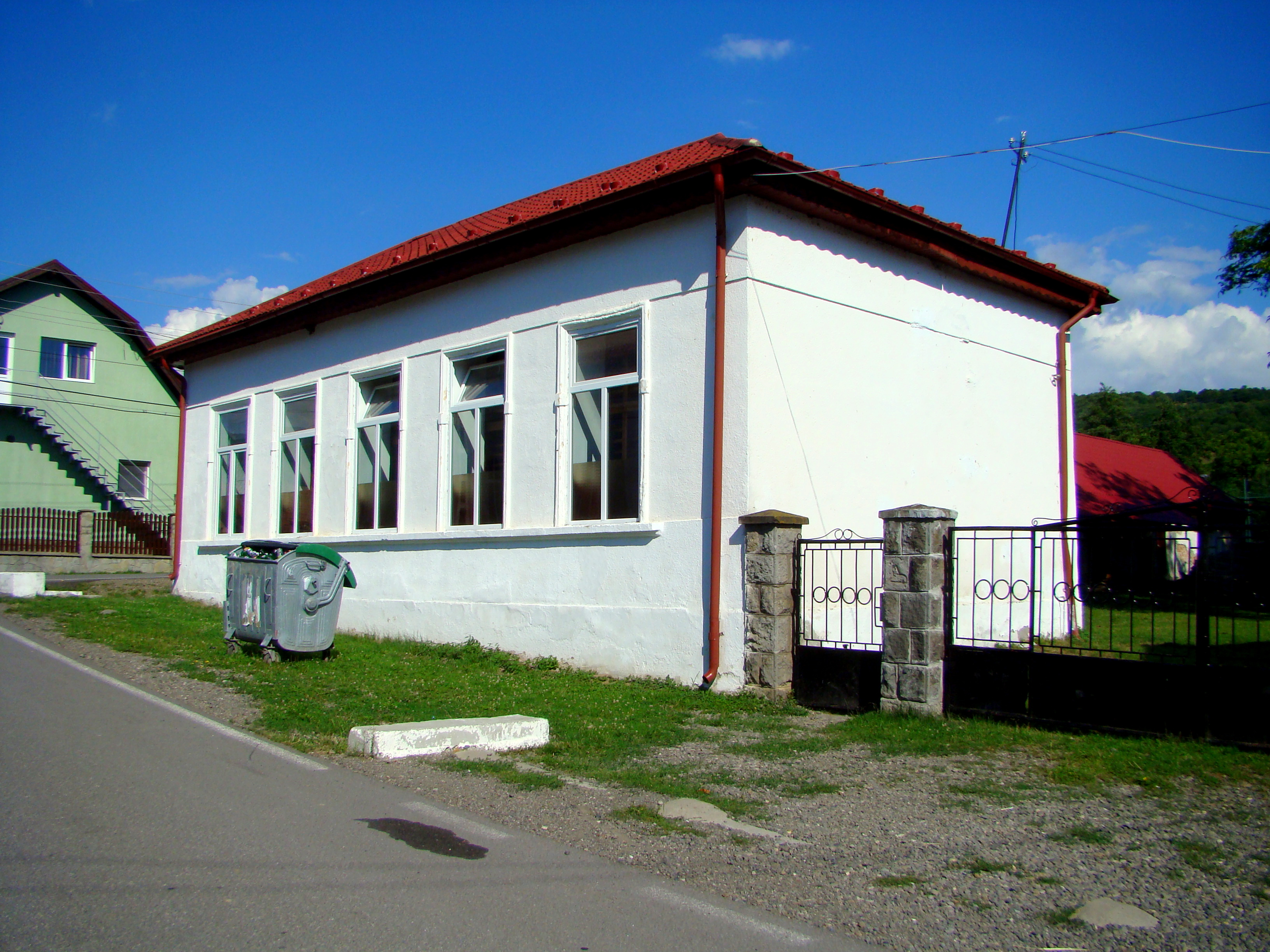
Școala
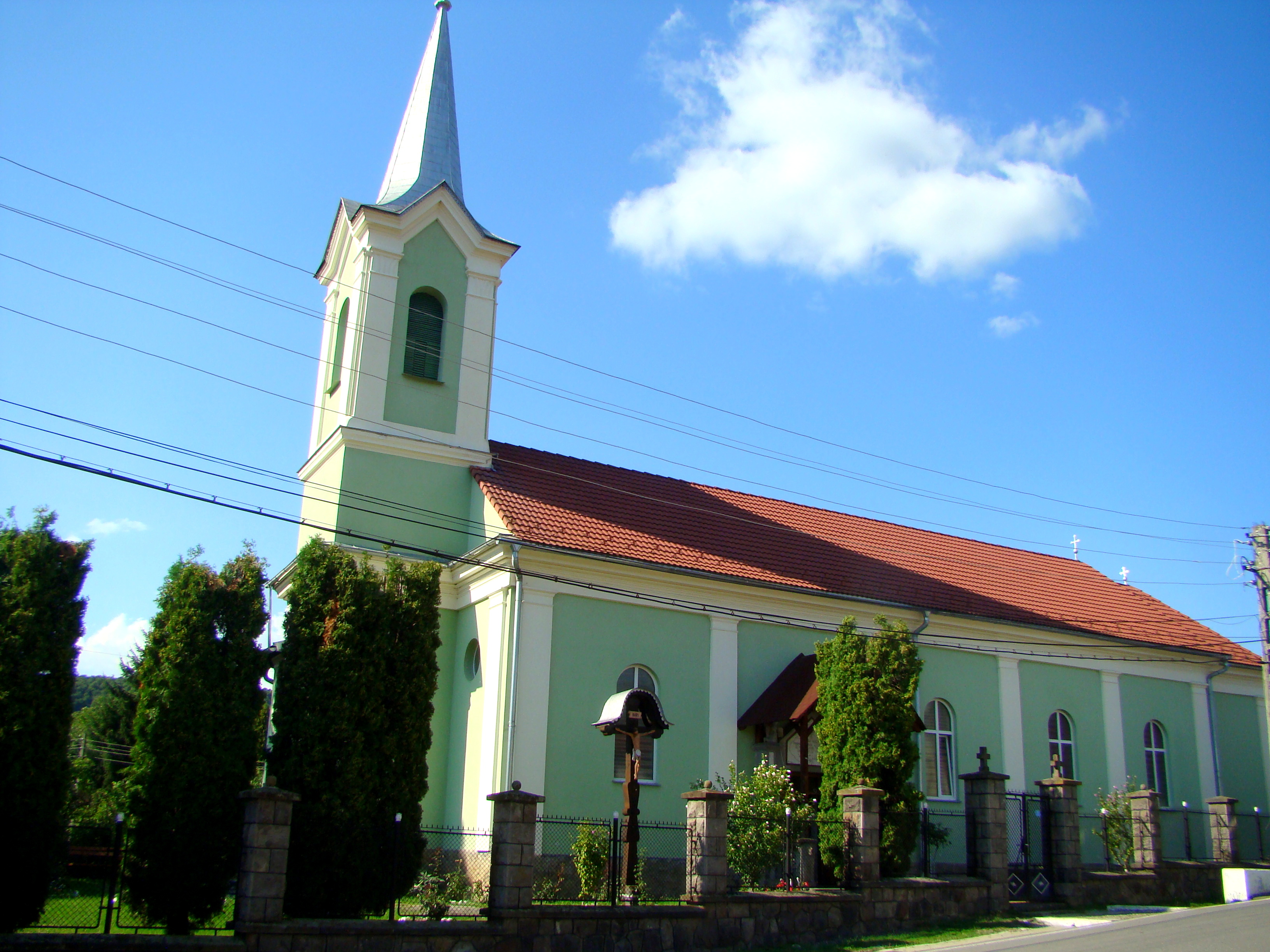
Biserica romano-catolică (1798)
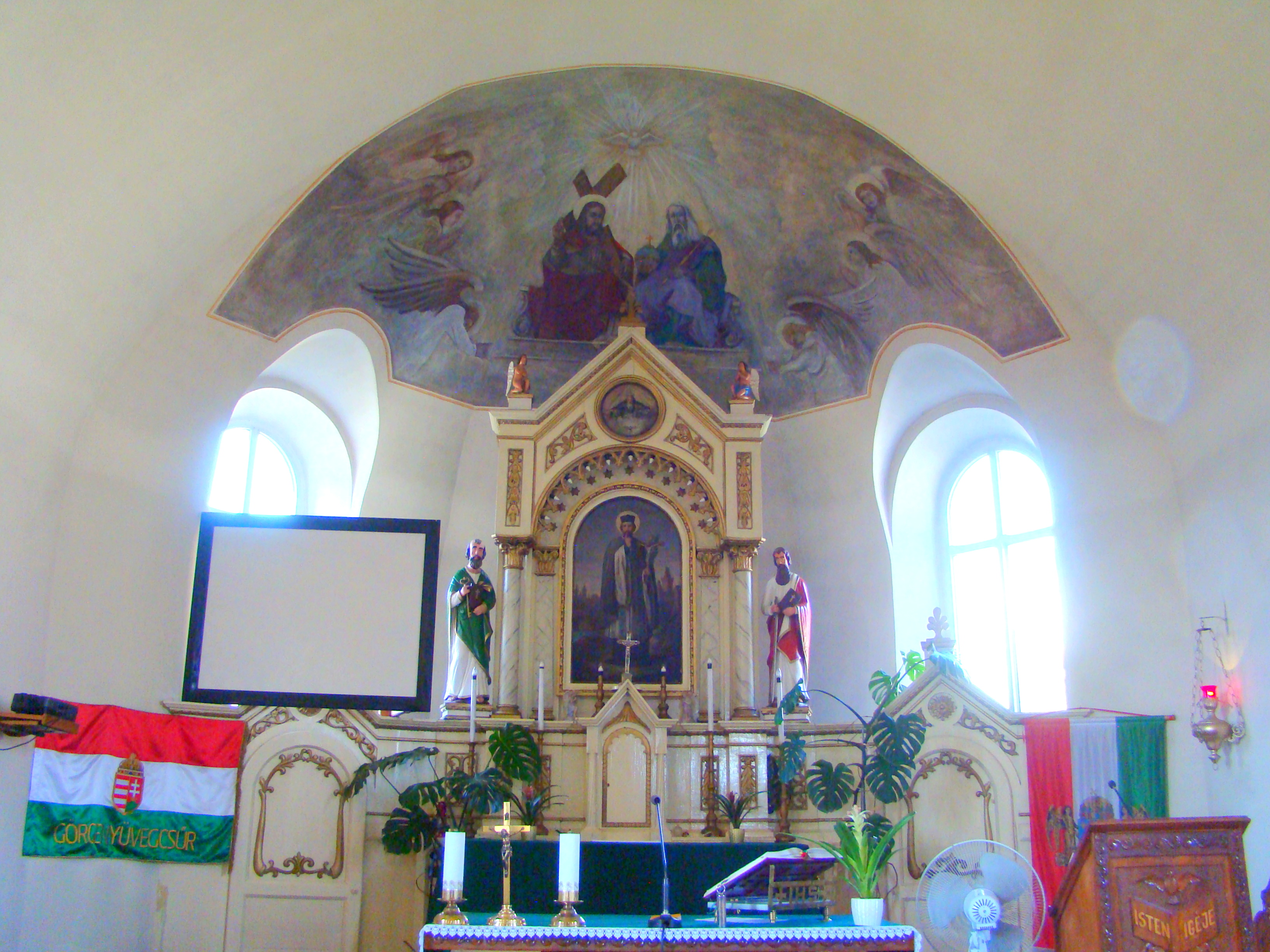
Altarul principal
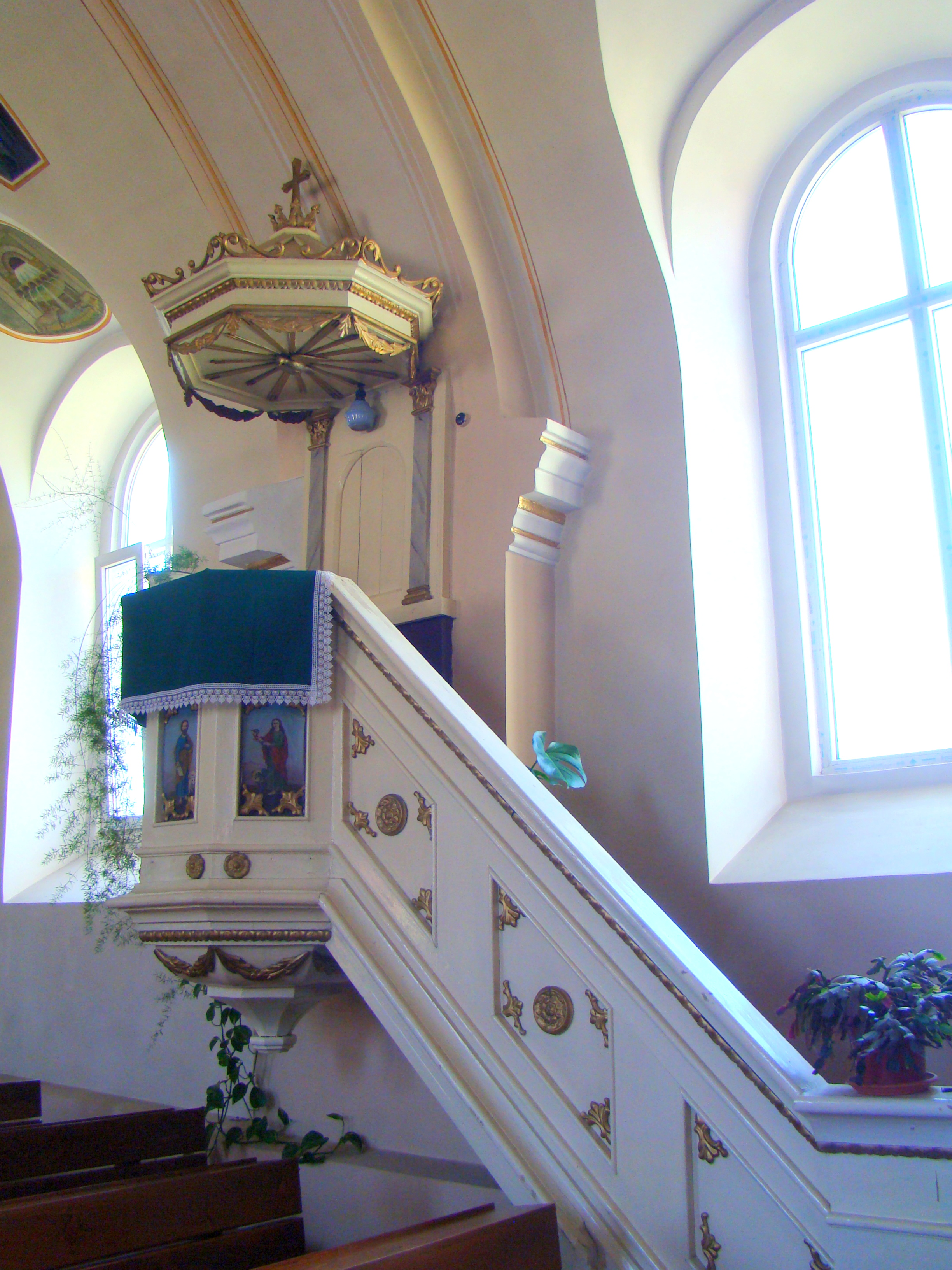
Amvonul
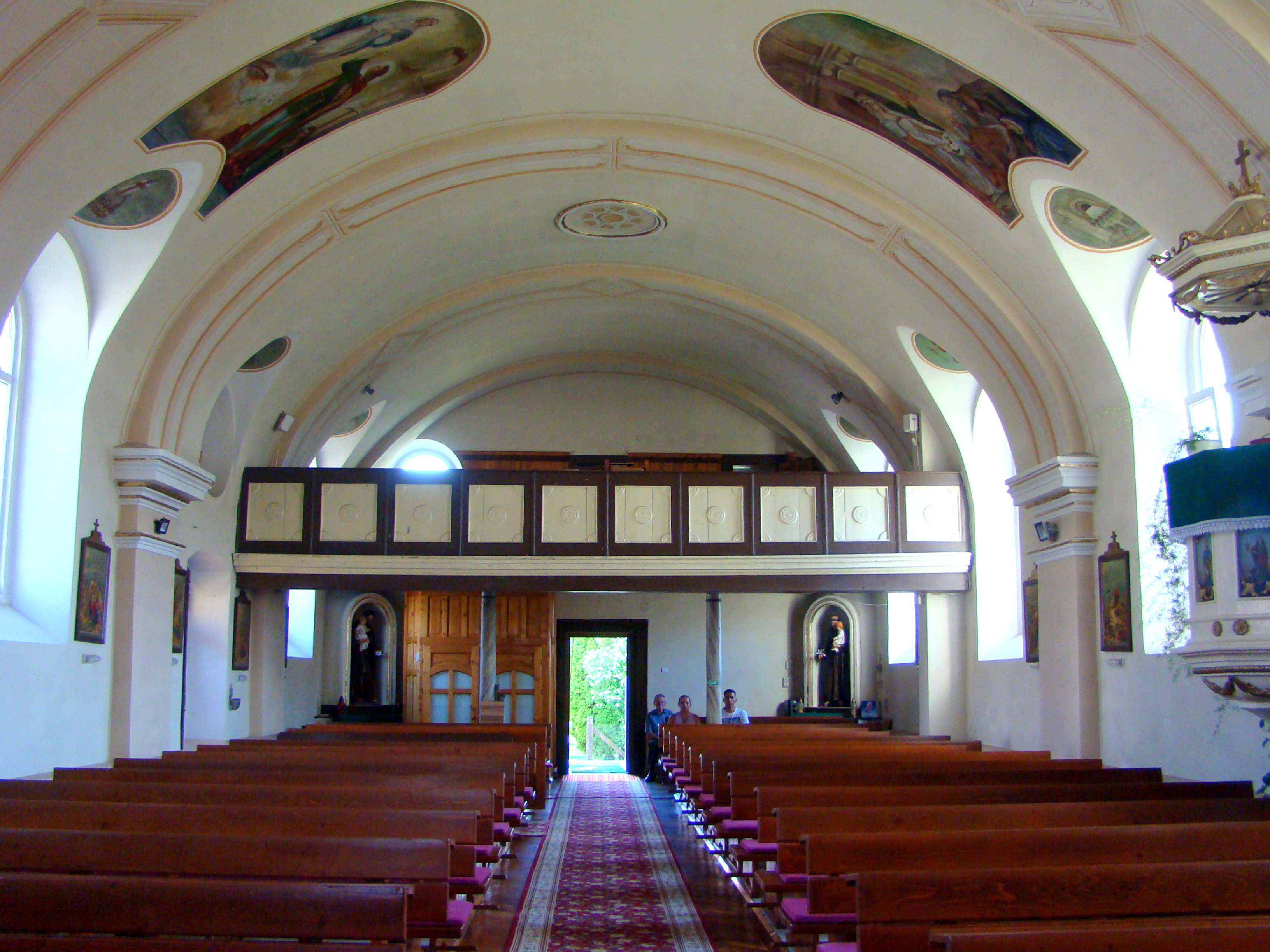
Nava spre empora de vest
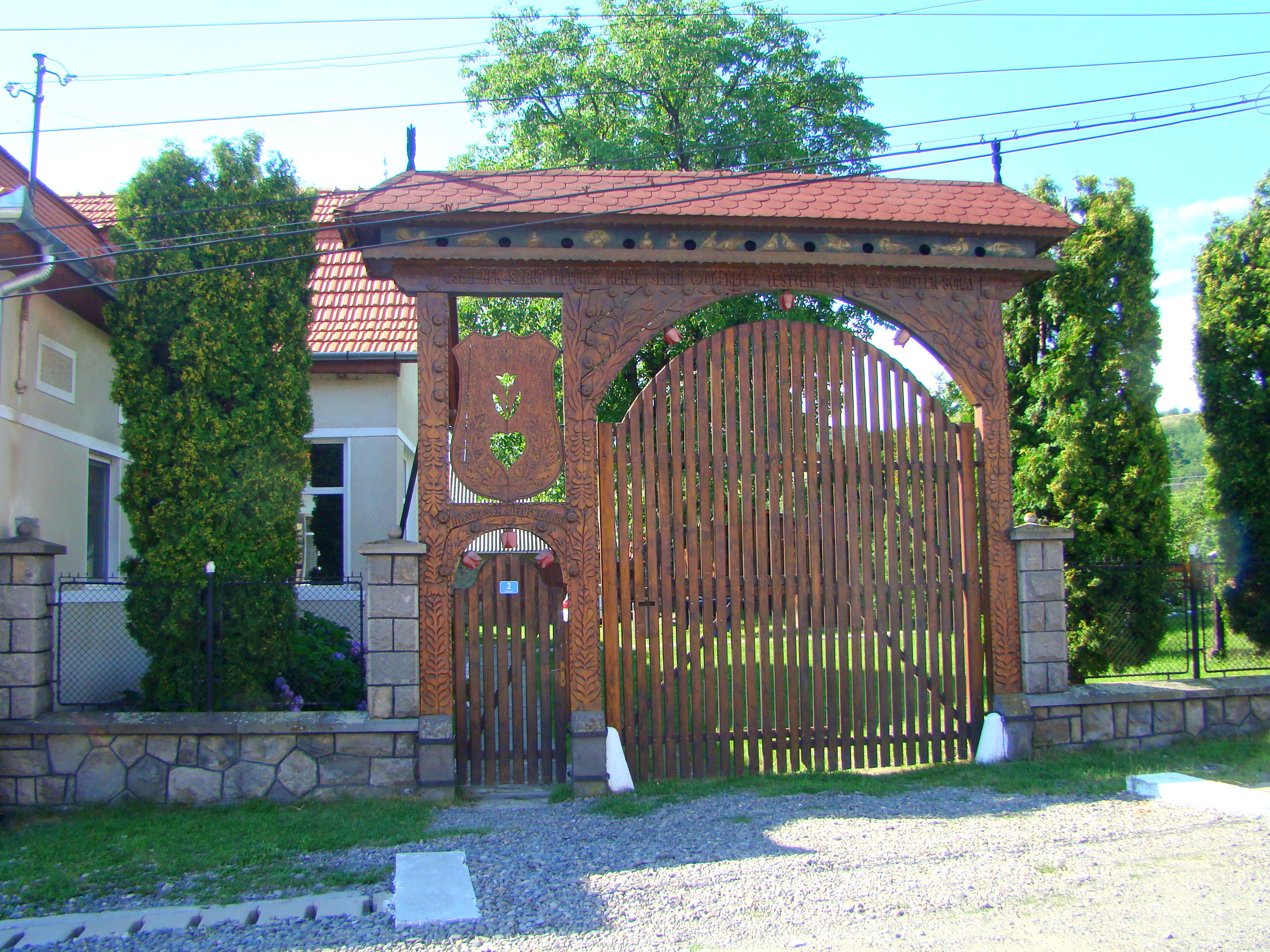
Poarta de lemn a casei parohiale
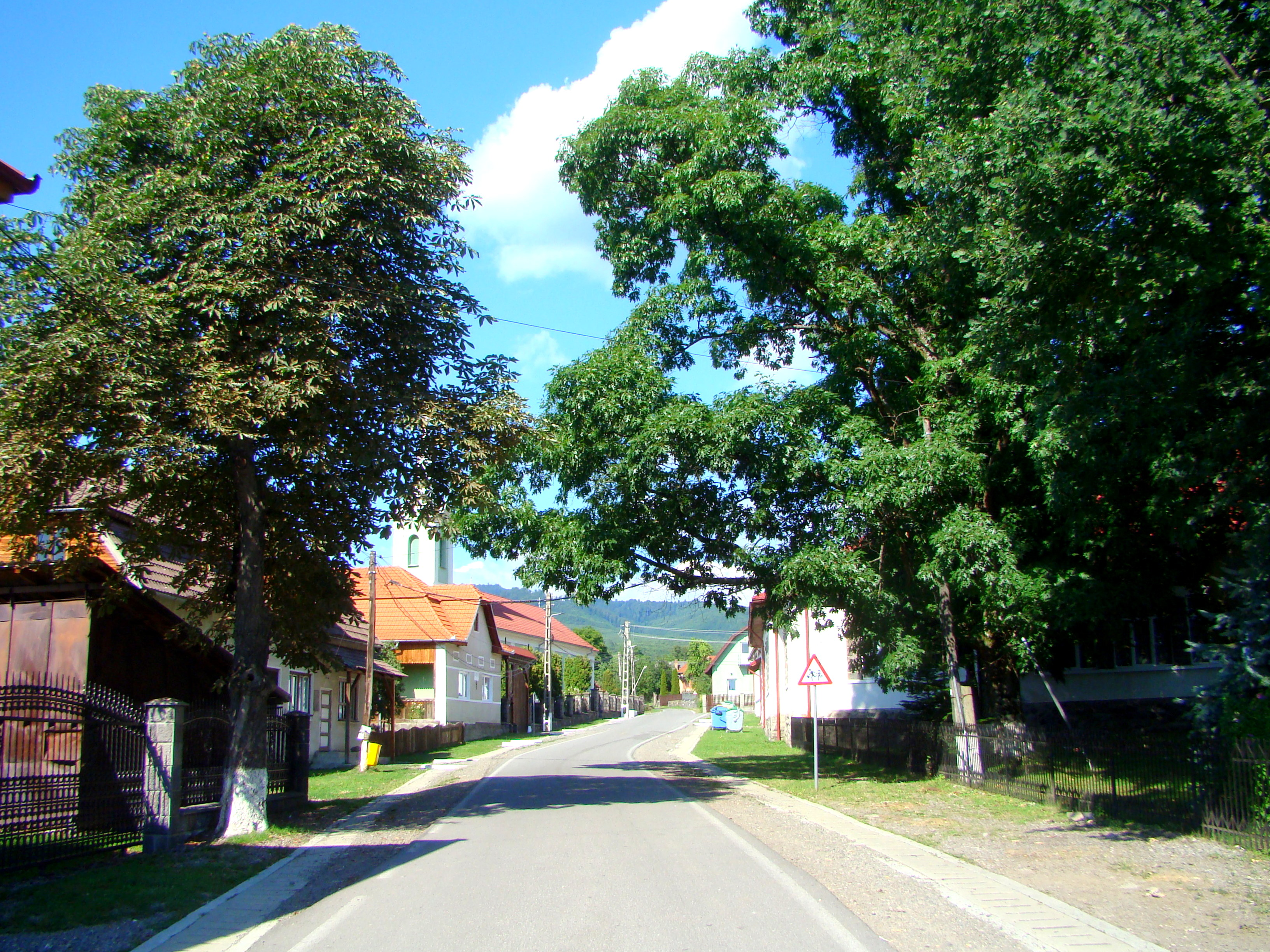
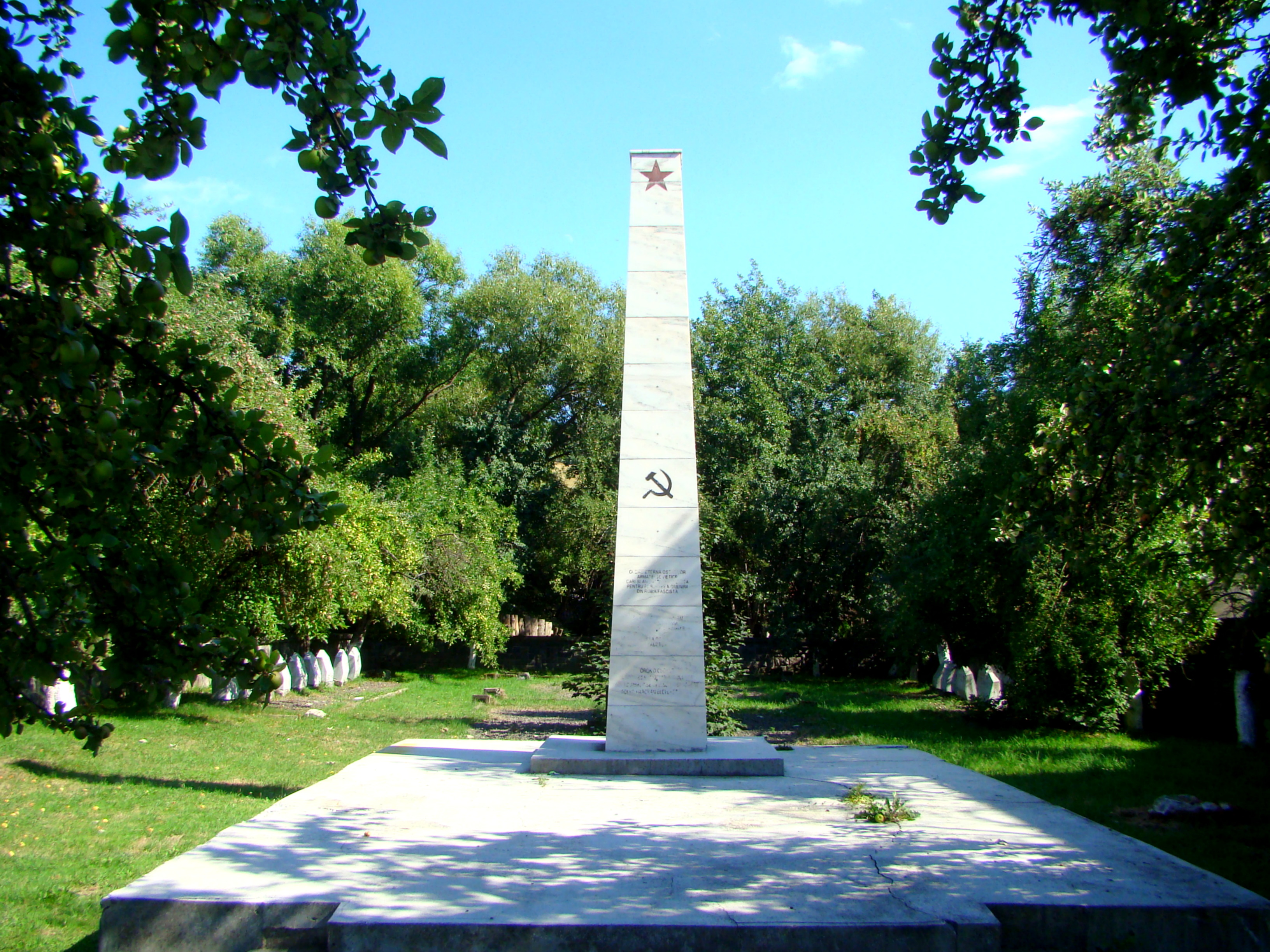
Monumentul soldaților sovietici
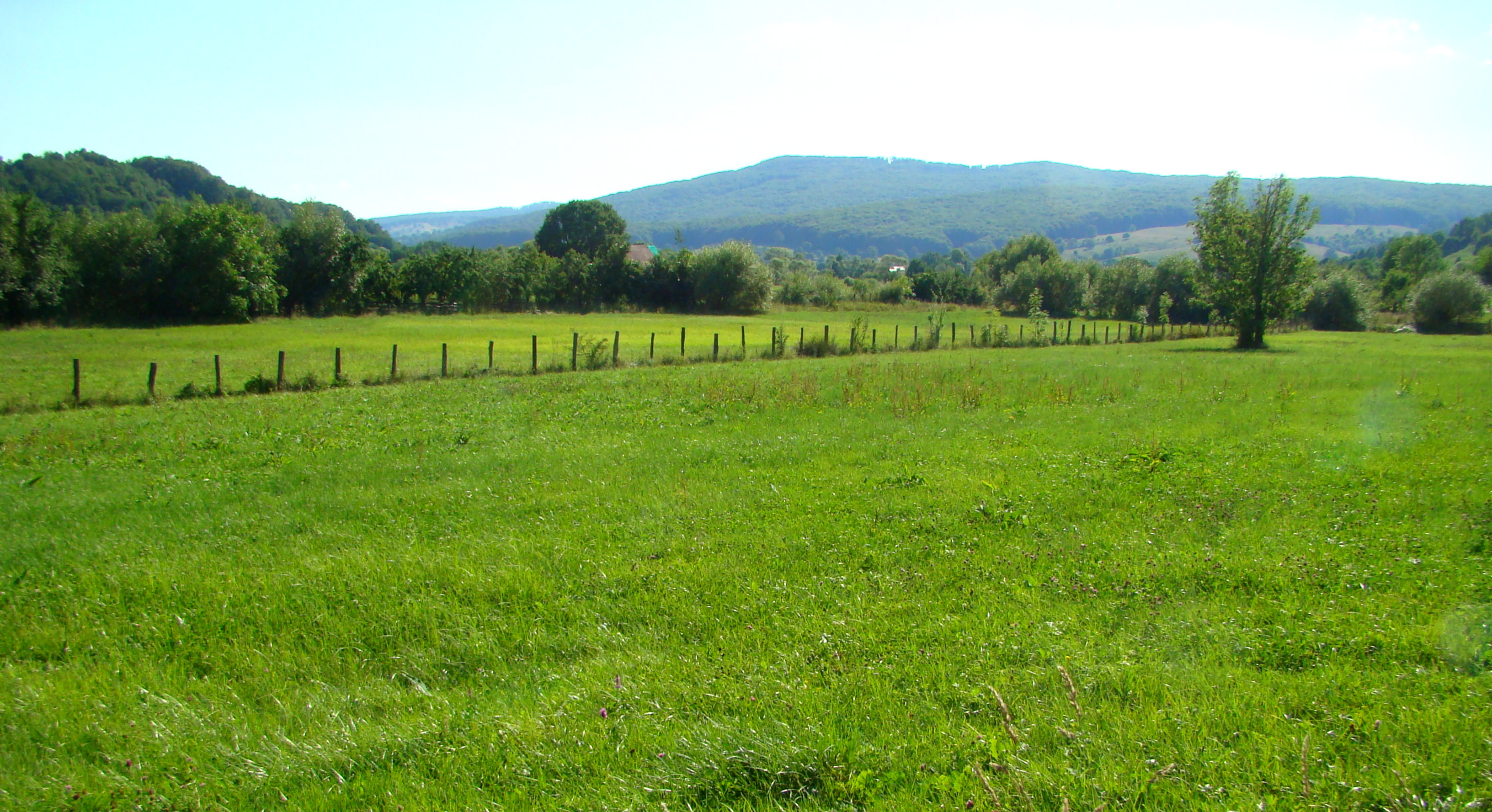
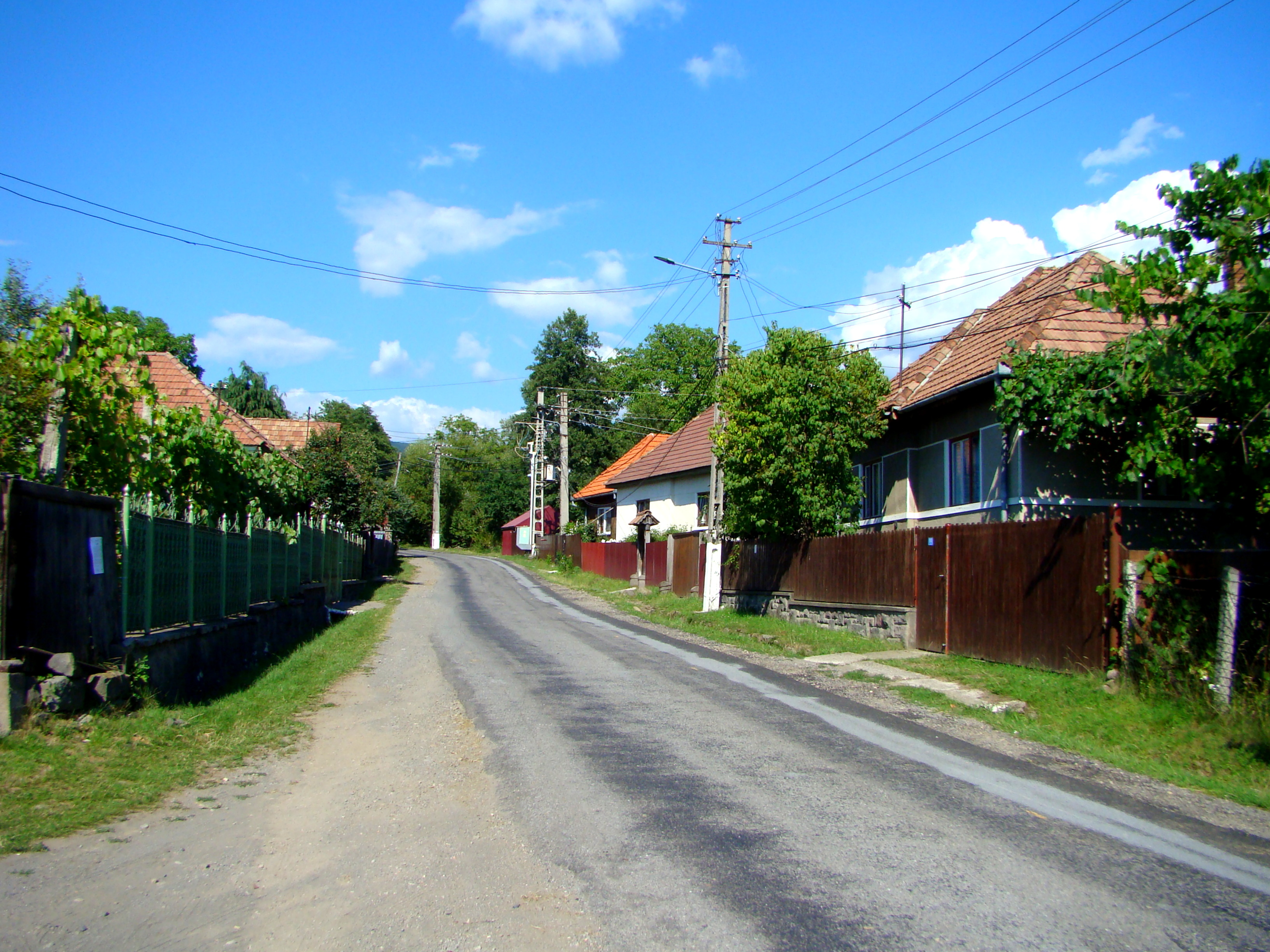